# エルパソ (テキサス州)
エルパソ（El Paso [ɛl ˈpæsoʊ]、スペイン語で「峠」の意）は、アメリカ合衆国テキサス州最西端に位置する都市。メキシコとの国境となっているリオグランデ川の北東岸、シウダー・フアレスの対岸に立地し、市の西と北はニューメキシコ州との州境に接する。ヒューストンとロサンゼルスのほぼ中間にあり、そのいずれからも1,100km前後の距離である。また、州都オースティンやダラス・フォートワースよりもアルバカーキやフェニックスに近く、等時帯も山岳部標準時/夏時間に属している。人口は678,815人（2020年国勢調査）で、テキサス州ではヒューストン、サンアントニオ、ダラス、オースティン、フォートワースに次いで第6、全米では第23位である。市の人口の約8割がヒスパニックまたはラテン系である。エルパソに郡庁を置くエルパソ郡、およびハズペス郡の2郡にまたがる都市圏は868,859人、ニューメキシコ州ラスクルーセス、およびニューメキシコ州内の郊外都市を含む広域都市圏は1,088,420人の人口を抱えている（いずれも2020年国勢調査）。
この地の歴史は古く、10,000年前には既に、古代のネイティブ・アメリカンが住み着き、12世紀中盤には農耕も行われていたと考えられている。やがて16世紀に入るとスペイン人の入植が始まり、1680年にはスペイン人によってイズレタ伝道所が建てられた。南北戦争の終結後には、エルパソに相次いで鉄道が開通し、鉱業をはじめとする産業が発展し、人口が急増した。1930年代には世界恐慌の打撃を受けて人口が減少したものの、第二次世界大戦中およびその後の軍拡、および近隣地域での油田の発見によって、20世紀中盤に入ると再び成長した。今日では、エルパソはメキシコとの貿易の一大拠点として、またテキサス州西部およびニューメキシコ州南部の広い範囲にわたる地域の経済・医療・交通・教育・文化の中心地として発展を遂げている。

## 歴史
今日のエルパソ市の北東にあるフエコ・タンクス州立公園・史跡で発掘された、 狩猟採集社会であったフォルサム文化の尖頭器に見られるように、この地にはヨーロッパ人が入植するはるか以前、およそ10,000年前には、人類が住み着いていたと考えられている。1150年頃には、フエコ・タンクスの水を利用して農耕が行われ、トウモロコシ、豆、カボチャ等の作物が生産されていた。やがて16世紀にスペイン人の入植が始まった頃には、この地にはマンソ族、スマ族、およびジュマノ族のネイティブ・アメリカンが住み着いていた。やがてこれらの部族は、メキシコ中央部からの移民たち、コマンチェリアの捕虜たち、およびgenízaro と呼ばれた様々な部族の奴隷たちと共に、メスティーソの文化に組み入れられていった。また、「メスカレロアパッチ」と呼ばれる、アパッチの亜族も住み着いていた。

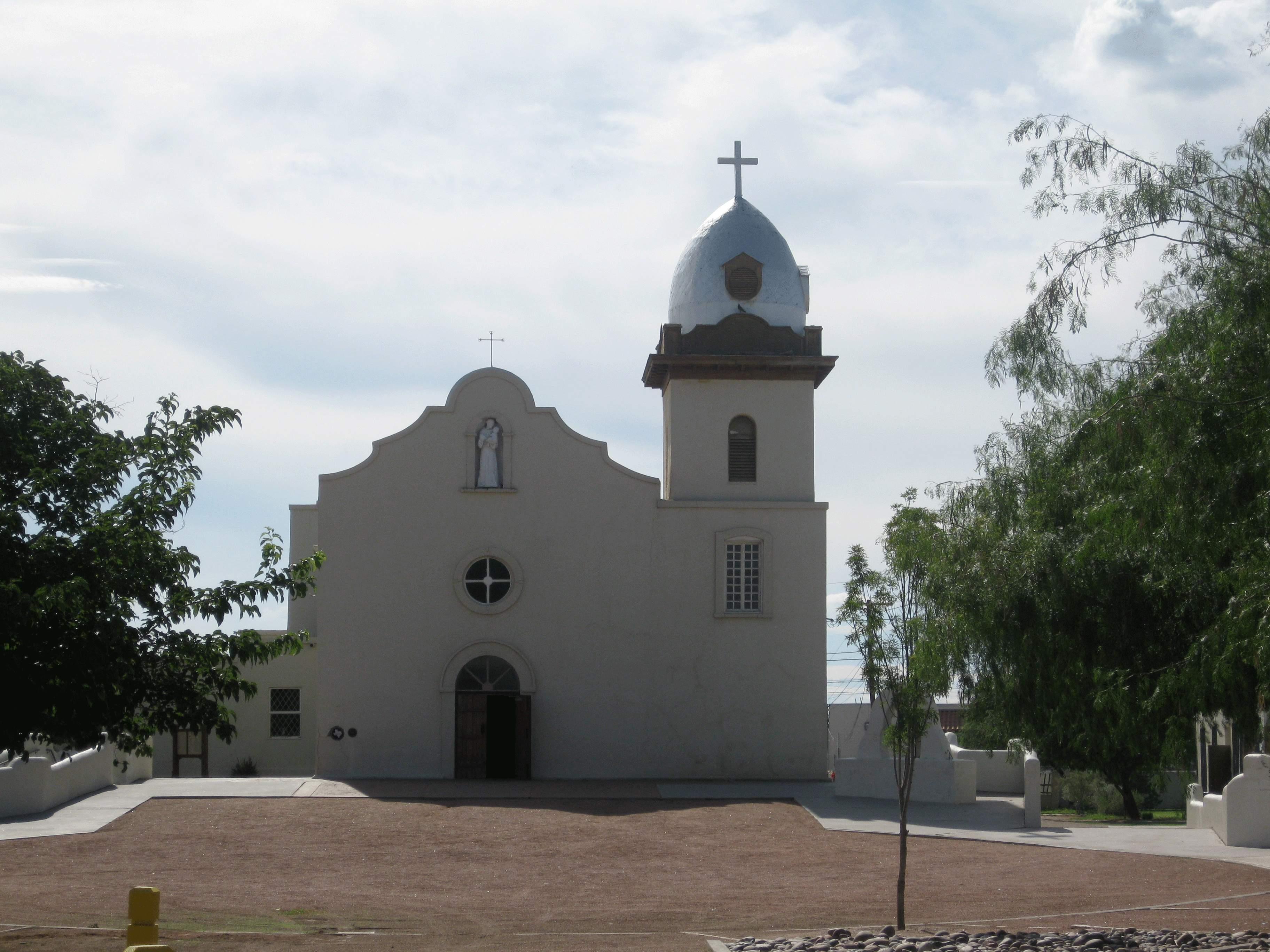
1680年にスペインによって建てられたイズレタ伝道所

1550年（1552年という説もある）にサカテカスで生まれ、1598年にヌエバ・エスパーニャの探検家として初めて、現在のエルパソ近くでリオグランデ川を測量したことで知られるスペイン人探検家フアン・デ・オニャーテは、ピルグリム・ファーザーズのそれよりも数十年早い同年4月30日、この地で感謝祭のミサを祝った。しかし、パンフィロ・デ・ナルバエスによるフロリダ遠征の生き残り4名（アルバル・ヌニェス・カベサ・デ・バカ、アロンソ・デル・カスティーリョ・マルドナード、アンドレス・ドランテス・デ・カランサ、およびエステバニコ）は、それよりも早く、1530年代中盤にこの地を通過したとも考えられている。1659年には、フレイ・ガルシア・デ・サンフランシスコがリオ・ブラボー・デ・ノルテ（リオグランデ川）の南岸にエルパソ・デル・ノルテ（現シウダー・フアレス）を創設した。1680年、プエブロの反乱の結果、まだ小さな村であったエルパソにスペイン領ニューメキシコの臨時首都が置かれた。その後1692年にスペインがサンタフェを再占領すると、ニューメキシコの首都はサンタフェに戻された。しかしその後も、1850年協定によってニューメキシコがアメリカ合衆国に編入され、この地がテキサス州に編入されるまで、エルパソはニューメキシコ最大の入植地であった。
この地域におけるアメリカ人の割合が少なく、総人口の1割にも満たなかったため、1836年に勃発したテキサス独立戦争では、エルパソはさほど影響は受けなかった。しかし、戦後にテキサス共和国がメキシコと交わした条約の一環として、テキサス共和国はこの地域の領有権を主張し、その主張を強化する試みが幾度もなされた。しかし、1846年にテキサスの統治が決定的になるまで、メキシコとテキサス共和国の間でこの地の統治をめぐる交渉が進められ、エルパソとその周辺はその間、基本的には自治領となっていた。
1836-48年の自治領時代にも、この地へのアメリカ人の入植は続いた。1840年代中盤には、ランチョ・デ・フアン・マリア・ポンセ・デ・レオン等のスペイン系の入植地が古くから既にあったのに加えて、シメオン・ハートやヒュー・スティーブンソンら、アングロサクソン系の入植者が、テキサスへの忠誠のためにこの地に入植してきた。地元のスペイン系貴族の娘と結婚したスティーブンソンは1844年、現代のエルパソ市域内では初のアングロサクソン系・スペイン系入植地の核となる、ランチョ・デ・サン・ホセ・デ・ラ・コンコルディアの入植地を創設した。テキサス共和国の開拓に相当な量のサンタフェ交易を要したことを考えれば、グアダルーペ・イダルゴ条約は、メキシコ側のオールド・エルパソ・デル・ノルテから切り離されたリオグランデ川北岸の入植地を、正式にアメリカ合衆国のものとするのに効果的であった。やがて1850年協定によって、現代と同じ、エルパソをテキサス側に置くテキサス・ニューメキシコ州境が引かれた。
1850年3月、エルパソ郡が創設され、その最初の郡庁がサンエリザリオに置かれた。連邦上院はテキサス・ニューメキシコ州境を北緯32度線と定めたため、歴史や地形はほとんど考慮されなかった。1854年には、"The Post opposite El Paso" （エルパソ・デル・ノルテとリオグランデ川を挟んだ対岸、の意）という名の駐屯地が創設された。その西、クーンズ・ランチョに創られた、フランクリンという名の入植地は、後のエルパソ市の核となった。その翌年、開拓者アンソン・ミルズは町の計画を完成させ、エルパソと名付けた。しかし、この頃に創られた入植地を全部合わせても、ほぼ同数ずつのアングロサクソン系とスペイン系から成るその人口は数百人程度に過ぎなかった。
南北戦争が開戦すると、この地は南軍の支配下に置かれた。しかし、1862年に北軍のカリフォルニア部隊がこの地を制圧すると、その後1864年12月に至るまで、この地にカリフォルニア第5志願兵歩兵連隊の本部が置かれた。

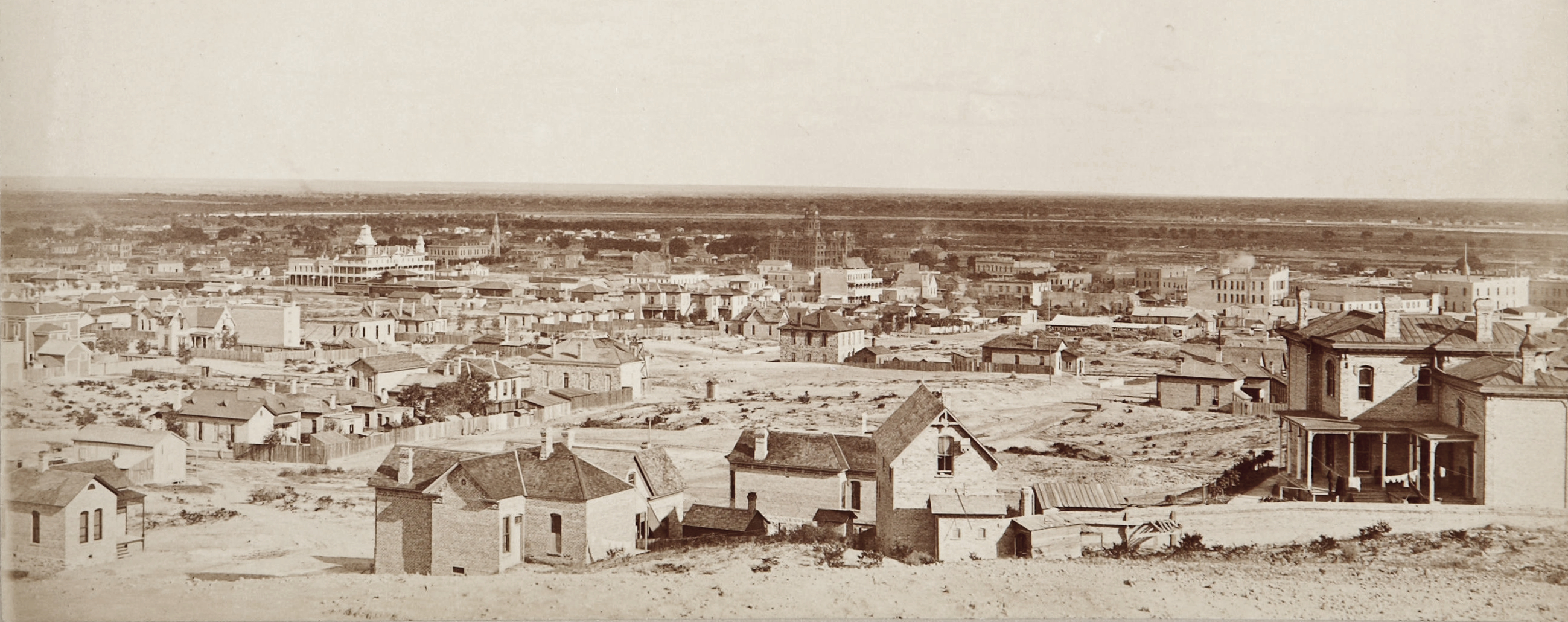
エルパソ（1880年頃）

南北戦争の終結後、アメリカ人が村に流入し続け、人口は増え始めた。エルパソ自体は1873年に法人化され、川沿いに発展していた周辺の小さな集落を包含した。やがて1881年にサザン・パシフィック鉄道、テキサス・アンド・パシフィック鉄道、およびアッチソン・トピカ・アンド・サンタフェ鉄道が開通すると人口が一気に急増し、1890年の国勢調査時には古くからのスペイン系の入植者に加えて、新たに流入したメキシコ系やアングロサクソン系を合わせて10,000人を超えた。立地条件に加えて、新たに荒くれ者も流入したため、エルパソは無法地帯化し、Six Shooter Capital （6人の狙撃者の都）と呼ばれ、暴力的で荒々しい、急成長途上の町として知られるようになった。また、売春や賭博がはびこり、その状態は第一次世界大戦下で陸軍省が市当局に圧力をかけるようになるまで続いた。こうした圧力と地理的条件から、市はやがて、アメリカ合衆国南西部における工業、交通、および小売業の中心地として発展するようになっていった。
1909年、ウィリアム・タフトとポルフィリオ・ディアスは、エルパソとシウダー・フアレスでの首脳会談を計画した。この歴史的な会談はアメリカ・メキシコ両国の大統領による初めての会談であるとともに、アメリカ合衆国大統領が史上初めて国境を越えてメキシコを訪問するというものでもあった。しかし、両国において緊張が高まり、暗殺予告までなされる事態となったため、テキサス・レンジャー、アメリカ・メキシコ両国軍4,000人、アメリカ合衆国シークレットサービス、連邦捜査局、および警察を全て動員して警護にあたらせた。この時に警護にあたった者の中には、後に「スカウティングの父」と呼ばれることになるフレデリック・ラッセル・バーナムもいた。この時のバーナムは、イェール大学時代からのタフトの親友で、メキシコに多額の投資をしていたジョン・ヘイズ・ハモンドに雇われていた。首脳会談当日の10月16日、バーナムおよびテキサス・レンジャーのC・R・ムーアは、小型の拳銃を隠し持っていた男が行列の進路上に建つエルパソ商業局庁舎前に立っているのを発見し、この男をタフトおよびディアスの数フィート手前で捕捉し、武装解除させ、逮捕した。
1910年頃には、市の人口の大半はアメリカ人で占められていた。しかし、メキシコ革命が勃発した後、特に1913-15年にかけて、聖職者や知識人、実業家など、大量のメキシコ系難民が市に移入してきた。やがて市には、メキシコ系難民の中間層によって、スペイン語の新聞、劇場、映画館や学校が建てられていった。

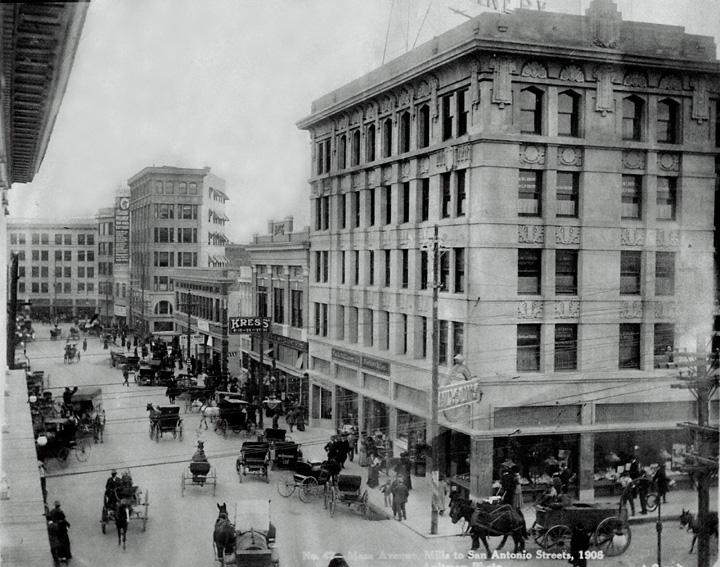
エルパソのダウンタウン（1908年）

やがて、エルパソへと逃れた大量のメキシコ系ディアスポラと共に、メキシコ革命の暴力はエルパソへも及んだ。1915、16、17年と立て続けに、様々なメキシコの革命派集団が、エルパソに住まう、アメリカ人とメキシコ人政敵の両方に対して、暴力的攻撃を計画・実行した。その最中、サンディエゴ計画の露見による騒乱で、21人の白人市民が殺害された。その後の地元民兵による報復は暴力に輪をかけ、300人（推定）ものメキシコ人およびメキシコ系アメリカ人が命を落とす事態となった。これら一連の騒乱はリオグランデバレー下流域の住民ほぼ全てに影響を及ぼし、何百万ドルにものぼる損害を出し、その後も長きにわたって、この地のアメリカ人とメキシコ人の間に禍根を残すことになった。
同時に、アメリカ人の市への流入も続き、1920年には陸軍の兵も含めた人口は100,000人を超え、再び白人が多数派となった。その一方で、市内におけるメキシコ人とアメリカ人・メキシコ系アメリカ人の人種隔離は進んだ。これに呼応して、カトリック教会は教育や、全米カトリック福祉基金などの政治・市民団体を通じて、メキシコ系アメリカ人コミュニティの忠誠を集めようとした。
この地では次第に鉱業やその他の産業が発展していった。1897年にはエルパソ・アンド・ノースイースタン鉄道が開業し、周辺地域、特にニューメキシコ準州南東部における天然資源の採掘に役立った。1920-30年代には、禁酒法時代の酒密造などにより、商業が発達した。しかし、軍の解散や農業経済不況、そして続く世界恐慌により、エルパソの地域経済は大打撃を受け、第二次世界大戦の終戦まで、エルパソの人口は特に白人が流出して減り続けた。それでも1940年代まで、エルパソの人口構成においては白人が多数派を占めていた。
第二次世界大戦中から戦後にかけてのこの地における軍拡、およびエルパソの東に広がるパーミアン盆地での油田の発見により、20世紀中盤のエルパソは再び急速に経済的発展を遂げていくようになった。銅の製錬、石油の精製や、低賃金の工業（特に被服）の発展によって、市は成長していった。加えて、その多くが白人を占めていた、この地域の周縁部における人口が、エルパソのような都市部に流入し、資本と労働者が短期間で膨れ上がった。しかしそれと同時に、中流階級のアメリカ人は新しい、より高給の職を求めて、国内の他地域へと流出した。そのため、地元産業は安価なメキシコ人労働者を求めて、南へと目を向けた。加えて、ブラセロ・プログラムによって、1942-56年にかけて、メキシコ人労働者がエルパソの周縁部に流入し、流出した白人の穴を埋めた。やがて、そのメキシコ人労働者たちも、より高給の職を求めてエルパソ市内に流入した。1965年頃には、ヒスパニック系が人口構成における多数派を占めるようになった。その一方で、第二次世界大戦後の高成長は1960年代に入ると鈍化したものの、市は周辺地域の編入を繰り返し、またメキシコとの重要な経済関係もあって、成長し続けた。

## 地理

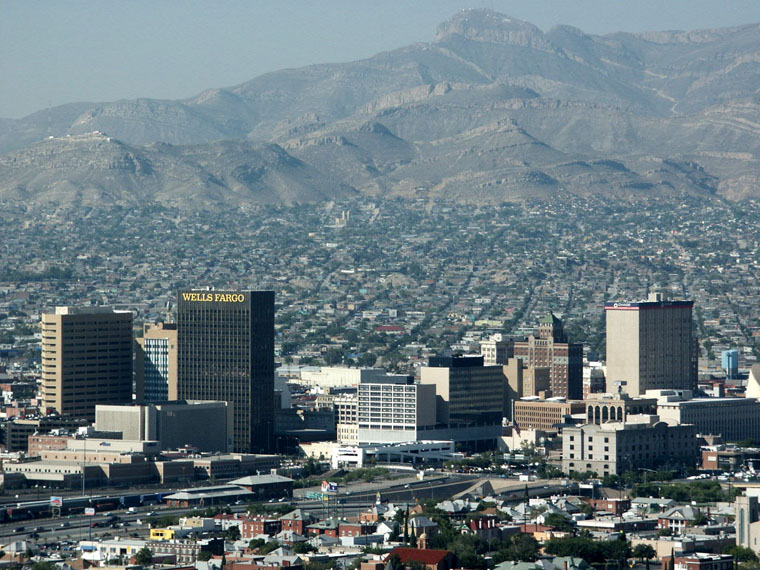
フランクリン山地を背にしたエルパソのダウンタウン

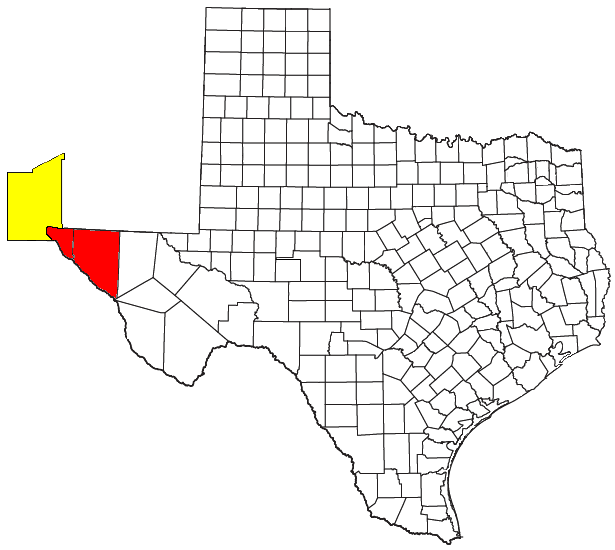
エルパソ・ラスクルーセス広域都市圏
エルパソ都市圏
ラスクルーセス都市圏

エルパソは北緯31度45分35秒 西経106度29分19秒 / 北緯31.75972度 西経106.48861度に位置している。市はテキサス州最西端に位置し、北と西はニューメキシコ州との州境に、また南西はメキシコとの国境となっているリオグランデ川をはさんでチワワ州に、それぞれ接している。テキサス州の都市ではあるものの、州の5大都市を全て含み、州の人口の約3/4が集中するテキサス・トライアングルからは西へ遠く離れている。等時帯も州内の他地域が中部標準時に属するのに対し、エルパソ都市圏に属するエルパソ・ハズペスの2郡のみが、ニューメキシコ州と同様に山岳部標準時を採用している。
アメリカ合衆国国勢調査局によると、エルパソ市は総面積663.7km2（256.3mi2）である。そのうち661.1km2（255.3mi2）が陸地で2.6km2（1.0mi2）が水域である。総面積の0.39%が水域となっている。市域はベイスン・アンド・レンジ最東部のチワワ砂漠北部、リオグランデ川の北東岸に広がっている。市域を二分するようにフランクリン山地が連なり、ダウンタウンはその最南端に発展している。ダウンタウンの標高は1,135m、フランクリン山地の最高峰であり、市の最高点でもあるノースフランクリン山は標高2,192mである。
エルパソ・ハズペス両郡をあわせた都市圏の面積は14,463km2（5,584mi2）である。エルパソ都市圏の郊外都市は、エルパソ市域南東端からリオグランデ川に沿って、ハズペス郡西端のフォートハンコックまで連なっている。なお、ニューメキシコ州ドニャアナ郡内にも、サンランドパークやアンソニーなど、エルパソの北や西に隣接する郊外都市がいくつか形成されているが、これらは実態としてはエルパソの郊外都市ではあるものの、定義上はエルパソの北北西約70kmに位置するニューメキシコ州ラスクルーセスの都市圏に入っている。ラスクルーセス都市圏は、エルパソ都市圏とあわせてエルパソ・ラスクルーセス広域都市圏と定義されている。

### 気候
エルパソの気候は、1年を通じて乾燥し、日中は暑いが夜は涼しくなる夏と、日中は穏やかなものの夜は緯度の割には冷え込む冬に特徴付けられ、気温の年較差と日較差のともに大きい、砂漠性かつ高地性の気候となっている。最も暑い7月の最高気温の平均は約35℃に達するが、最低気温は平均21℃まで下がり、平均気温は約28℃である。最も寒い1月の平均気温は7℃、最低気温の平均は氷点下0.3℃まで下がるが、日中は暖かく、14℃程度まで上がる。降水量は夏季の7月から9月にかけては多く、月間35-40mm程度ではあるが、この3ヶ月だけで年間降水量の半分を超える。その他の月は月間5-15mm程度である。年間降水量は220mm程度である。また、冬季にはわずかながら降雪も見られる。
国立気象局によると、エルパソでは平年で年間302日の晴天日があり、このことから、The Sun City （太陽の街）と呼ばれている。乾燥していて風が強いため、エルパソは特に春季の3月から5月にかけて、砂嵐に見舞われやすい。
雨季にあたる7-9月の雨は主に北アメリカモンスーンによってもたらされる。例年この時期になると、南から南東寄りの風が太平洋、カリフォルニア湾、およびメキシコ湾からエルパソや南西部各地に湿気をもたらす。この湿った風が山の斜面を上り、また日中の熱気も相まって、強力な上昇気流を生み、積乱雲を発生させる。この積乱雲によって雷雨や降雹が発生し、洪水の原因ともなっている。例えば、2006年7月末から8月初頭にかけては、このモンスーンによって、平年の1年分の降水量を超える250mmの雨が1週間に降り、市全体に大洪水をもたらした。この洪水の原因としては、自然的要因のほかにも、アロヨの開発や、あふれた雨水を処理する施設の不備が挙げられている。
ケッペンの気候区分では、エルパソは砂漠気候（BW）に属する。
|               | 1月  | 2月  | 3月  | 4月  | 5月  | 6月  | 7月  | 8月  | 9月  | 10月 | 11月 | 12月 | 年    |
| ------------- | ---- | ---- | ---- | ---- | ---- | ---- | ---- | ---- | ---- | ---- | ---- | ---- | ----- |
| 平均気温（℃） | 7.1  | 9.7  | 13.3 | 17.9 | 22.8 | 27.5 | 28.2 | 27.1 | 23.9 | 18.2 | 11.3 | 7.2  | 17.8  |
| 降水量（mm）  | 10.2 | 10.2 | 7.6  | 5.1  | 7.6  | 17.8 | 40.6 | 40.6 | 35.6 | 17.8 | 10.2 | 15.2 | 218.5 |

### 都市概観と建築物
| 左: ウェルズ・ファーゴ・プラザ / 右: プラザ・ホテル |  | 左: ウェルズ・ファーゴ・プラザ / 右: プラザ・ホテル |
| 左: ウェルズ・ファーゴ・プラザ / 右: プラザ・ホテル |  |                                                     |

エルパソのダウンタウンはフランクリン山地の南端、リオグランデ川との間に形成されており、市の人口の割にはその数は少ないものの、いくつかの高層建築物が建っている。エルパソで最も高いビルはノース・カンザス・ストリートとテキサス・ストリートの北西角に立地するウェルズ・ファーゴ・タワー（22階建て、高さ90.3m）である。この黒い高層ビルは、そのうちの13階層を利用した窓の灯り（東西面1段あたり各18個、南北面1段あたり各7個）で知られる。毎年7月4日の独立記念日には、この灯りで星条旗が描かれる。また、1980年のイランアメリカ大使館人質事件や、2011年9月11日の同時多発テロ事件の際にも、このビルの灯りで星条旗が描かれた。他には、クリスマスの時季にはクリスマスツリーが描かれたり、テキサス大学エルパソ校の応援として、同校の略称である UTEP の文字が描かれたりもする。
このウェルズ・ファーゴ・タワーに、チェース・タワー（20階建て、高さ85.3m）やケイザー・センター（スタントン・タワーとも、18階建て、高さ79.1m）といった高層ビル、そして1930年に建てられたアール・デコ様式の高層ホテルで、エルパソのランドマークでもあったプラザ・ホテル（19階建て、高さ72.9ｍ）が次ぐ。プラザ・ホテルは、ヒルトンを創業したコンラッド・ヒルトンが初めて建てたホテルであった。プラザ・ホテルは、同じく1930年にダウンタウンに建てられたアール・デコの高層ビル、O・T・バセット・タワー（アロフト・エルパソ・ダウンタウンとも、17階建て、高さ65.5m）と共に、1980年に国家歴史登録財に登録された。
ダウンタウンのすぐ北西には、テキサス大学エルパソ校およびシンシナティ娯楽地区を中心としたウェスト・セントラル・エルパソが広がる。1890年代後半にから人が住み着き始めたサンセット・ハイツや、1910年代中盤に造られたカーン・プレースといった歴史地区も、ウェスト・セントラル・エルパソに含まれる。その北、フランクリン山地の西麓には、比較的裕福な層の住宅地が形成されているノースウェスト・エルパソ（ウェストサイド、アッパーバレーとも呼ばれる）が広がる。フランクリン山地の東麓には1950-60年代に開発された住宅地が広がり、ノースイースト・エルパソと呼ばれている。その東にあるエルパソ国際空港以東、かつ州間高速道路10号線以北の地域はイースト・エルパソと呼ばれ、主に中間層の住宅地が広がる。イースト・エルパソの南（I-10以南）、市南東部を占めるミッション・バレーは、現在のエルパソ市域内で最も長い歴史を持つ地区で、スペイン人入植者によって建てられたイズレタ伝道所（1680年）、ソコロ伝道所（1759年）、サンエリザリオ伝道所（1789年）などが残る。これらの伝道所はいずれも、国家歴史登録財に登録されている。

## 政治

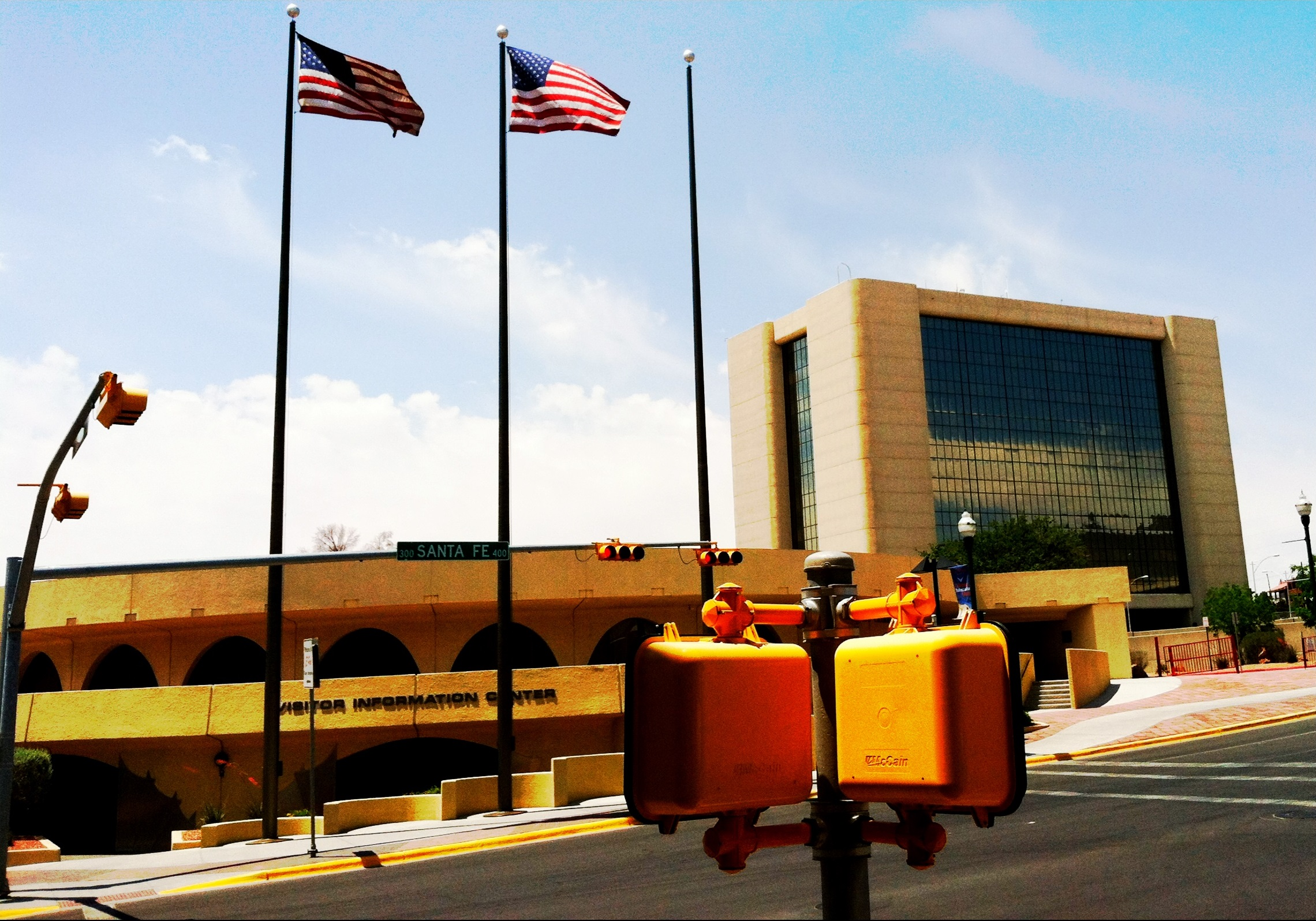
エルパソ市庁舎（2012年）。2013年に市庁舎は移転し、この庁舎は取り壊され、跡地は野球場になった。

2004年2月7日に承認・改正された市憲章の下、エルパソはシティー・マネージャー制を採っている。シティー・マネージャーは市の行政実務の最高責任者であり、市政府の人事、市政府事業の管理、市議会が採択した政策の実行、および予算案の作成に権限を有し、また責任を負う。一方、市議会はシティー・マネージャーの任命および指揮命令、条例および政策の制定、予算の承認、および税率の決定に権限を有し、また責任を負う。市長は儀礼的な場で市の代表としての役割を果たし、また市議会にはその一員として出席し、その議決に対し調印する権限を有するが、行政実務に対しては権限を有さず、責任を負わない。市議会は8人の議員から成っており、市を8つに分けた選挙区から1人ずつ選出される。市長は市議員とは別に、全市から選出される。市議員、市長とも、その任期は4年で、多選は2期までに制限されている。
テキサス州は全米最大の共和党の票田であるが、メキシコとの国境沿いおよび都市部においては民主党が優勢である。エルパソ市、およびエルパソ郡はともに、その両方の特徴を有しており、例に漏れず民主党が非常に強い勢力を持っている。

## 治安
エルパソの治安を守るエルパソ市警察はシティー・マネージャーの下に3人いる副シティー・マネージャーのうち、公共安全・サポートサービス担当副シティー・マネージャーの管轄下に置かれている。リオグランデ川対岸のシウダー・フアレスが2000年代以降、メキシコ麻薬戦争の中で治安が急激に悪化し、一時は「戦争地帯以外では世界で最も危険」とまで言われたのとは対照的に、エルパソの治安は良好である。モーガン・クイットノー（CQプレス傘下）による2018年の報告書（2016年のFBIのデータを使用）では、エルパソにおける凶悪犯罪の発生率は全米平均より約3割低く、全米の人口50万人以上の都市の中では最も安全であると報じられた。しかし、2019年8月3日、エルパソ国際空港の南にあるシエロ・ビスタ・モール西隣のウォルマート店舗で、ヒスパニック系を狙ったと見られる銃乱射事件が発生し、死者22人（うち8人はメキシコ人）、重軽傷者24人を出した。

## 経済

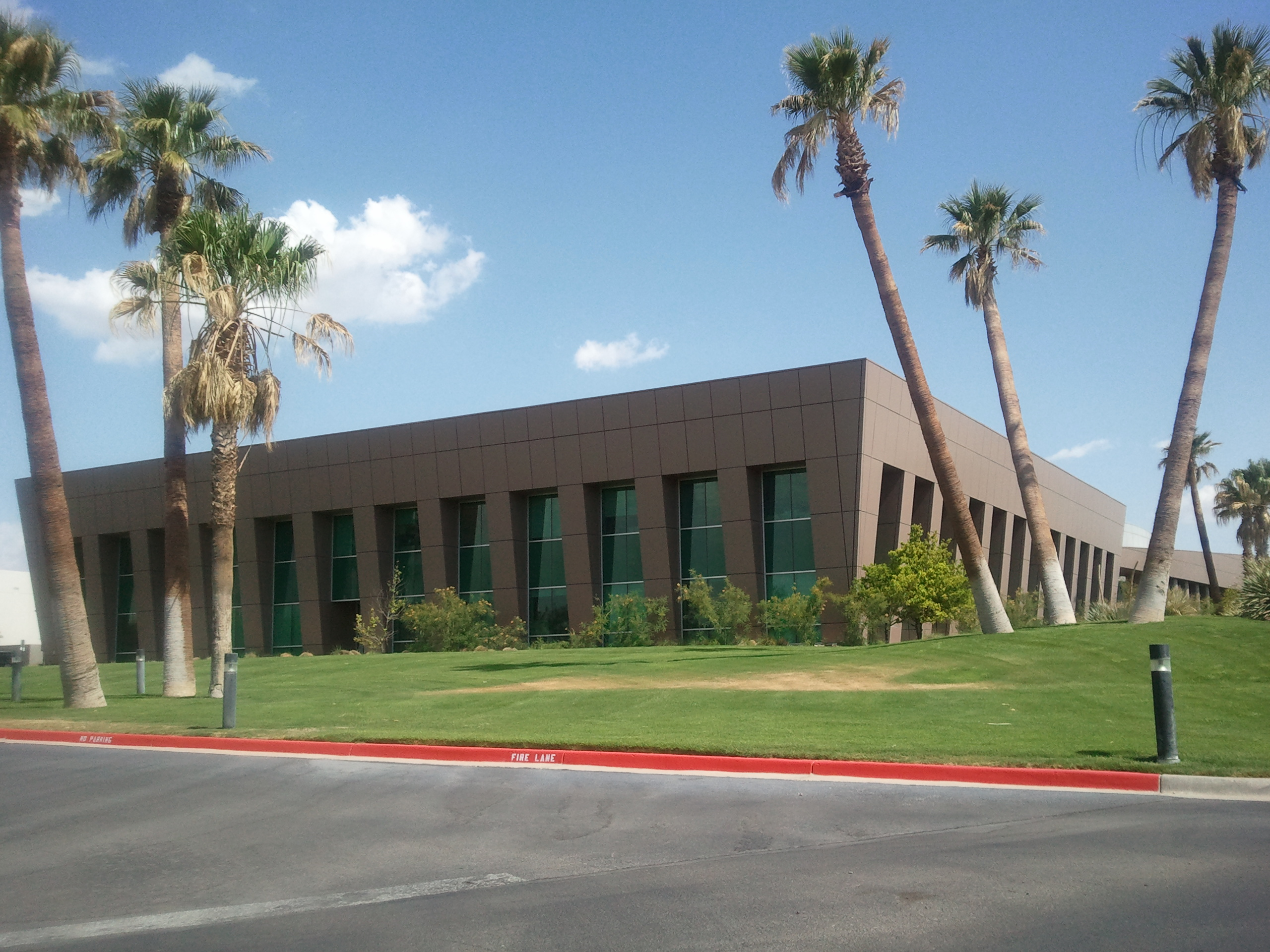
ヘレン・オブ・トロイ・リミテッド在米本社

エルパソの地域経済は貿易、軍需、石油・天然ガス、医療、観光、サービスといった産業を核とし、多角化したものとなっている。また、2000年代以降、エルパソはコールセンターを置く重要拠点ともなってきている。加えて、製造業も発展してきており、石油製品、金属、医療機器、プラスチック、機械、軍需品、および自動車部品等が生産されている。
エルパソにはフォーチュン500に入っていた石油精製会社、ウェスタン・リファイニング（2017年度ランキング: 349位）、およびその子会社であったウェスタン・リファイニング・ロジスティクスが本社を置いていた。このうち、親会社のウェスタン・リファイニングのほうは2017年6月、サンアントニオに本社を置く石油精製会社、テソロ（現称: アンデバー）に買収され、ウェスタン・リファイニング・ロジスティクスについても、別途買収が検討された。家庭医療用品・美容用品・栄養補助食品メーカーのヘレン・オブ・トロイ・リミテッドも、エルパソに在米本社を置いている（ただし登記上の本社はタックス・ヘイヴンであるバミューダ諸島のハミルトンに置かれている）。地元電力会社エルパソ・エレクトリックは、本社を置くエルパソを中心に、テキサス州西部およびニューメキシコ州南部に電力を提供している。
この他にもフーバー、ユーレカ、ボーイング、アプティブ等、エルパソにはフォーチュン500に入る企業70社以上が拠点を置いている。また、ヒスパニック・ビジネス誌によると、エルパソにはフレッド・ローヤ保険をはじめ、全米の大規模なヒスパニック系企業500社のランキングである「ヒスパニック500」に入る企業28社が本社を置いており、これはマイアミの57社に次ぐ数である。
エルパソにはフォート・ブリス陸軍基地、ビッグス陸軍飛行場、およびウィリアム・ボーモント陸軍医療センターが置かれ、軍が地域経済に果たす役割は大きい。エルパソにおける防衛産業は41,000人以上を雇用し、年間60億ドルにのぼる経済効果をもたらしている。2013年、フォート・ブリス陸軍基地はアメリカ合衆国空軍警備隊の訓練所に選定され、その翌々年、2015年から、年間8,000-10,000人の隊員が訓練を受けている。
メキシコとの国境沿いという立地から、エルパソはこの地域特有の問題を扱う連邦政府機関がいくつか置かれている。エルパソに本部を置く機関としては、麻薬取締局（DEA）国内第7地区、エルパソ情報センター、北部統合任務部隊、国境警備隊、および国境警備隊特別部隊が挙げられる。
コールセンターはエルパソに10,000人以上の雇用をもたらしている。晴天に恵まれた気候、自然美、豊かな文化・歴史、およびアウトドア活動の豊富さから、エルパソには毎年230万人が訪れ、観光業は15億ドルにのぼる経済効果をもたらしている。また、テキサス大学エルパソ校は、それ自体が6,500人以上を雇用する、エルパソでも五指に入る大雇用主であると共に、年間13億ドルにのぼる経済効果をエルパソにもたらしている。

## 医療

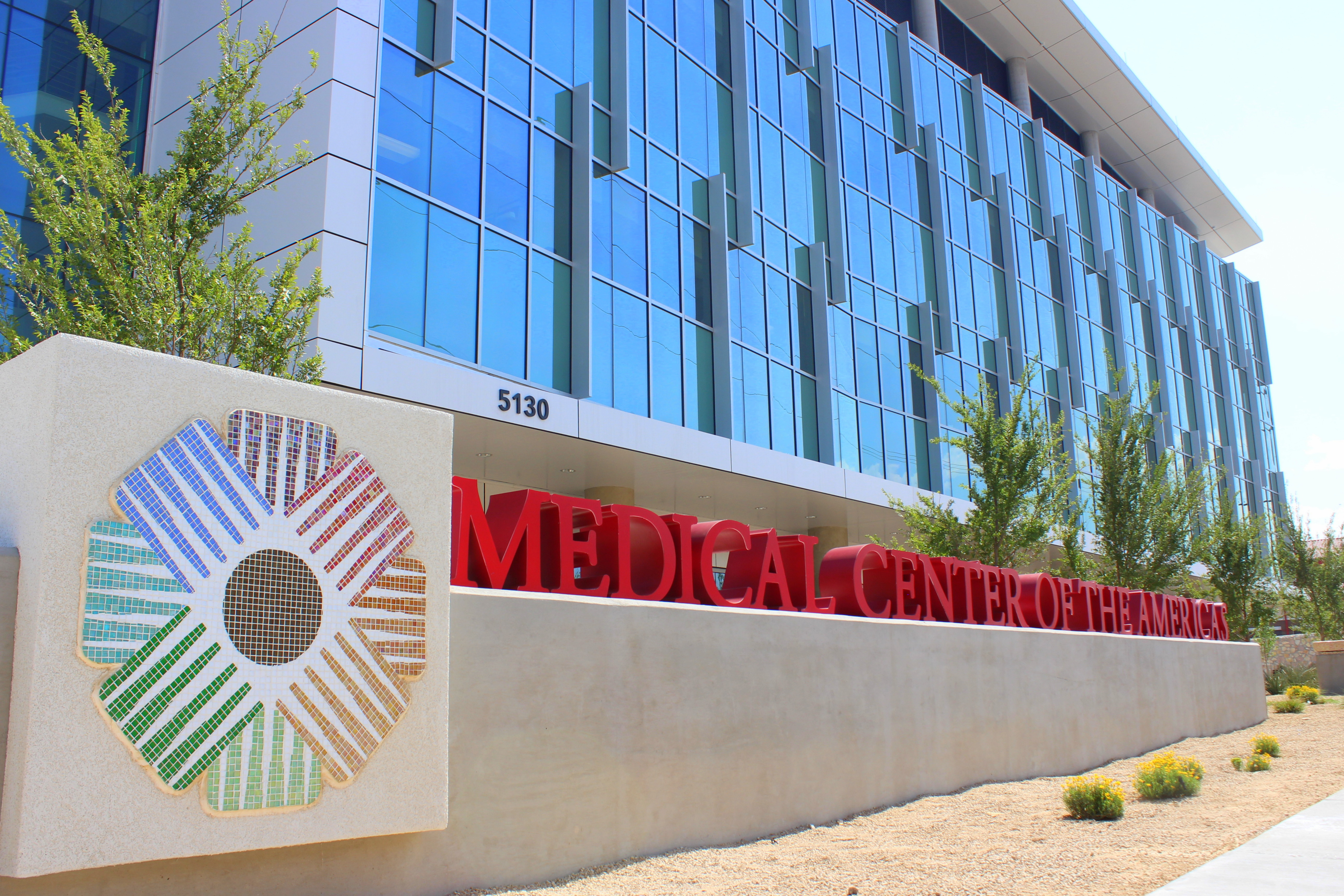
アメリカズ医療センター

エルパソはテキサス州西部およびニューメキシコ州南部における医療の中心でもある。エルパソに立地する主要な病院としては、ウィリアム・ボーモント陸軍医療センター、シエラ医療センター、ラス・パルマス医療センター、デル・ソル医療センター、シエラ・プロビデンス東医療センター、エルパソ小児病院、プロビデンス記念病院等が挙げられる。ダウンタウンの東、ミッション・バレー地区の北西に立地するアメリカズ医療センターには、テキサス工科大学のポール・L・フォスター医学校、その大学病院である大学医療センター、同じくテキサス工科大学のゲイル・グリーブ・ハント看護学校、エルパソ精神医学センター、エルパソ小児病院、および2016年に開所したカードウェル協働生体医学研究所といった医療機関が集中している。大学医療センターは、この地域で唯一のレベルIトラウマ・センターでもある。また、2017年1月には、ポール・L・フォスター医学校とも提携して、同校の大学病院としての役割も果たす、プロビデンス病院群のトランスマウンテン病院がウェスト・エルパソ地区に開院した。

## 交通

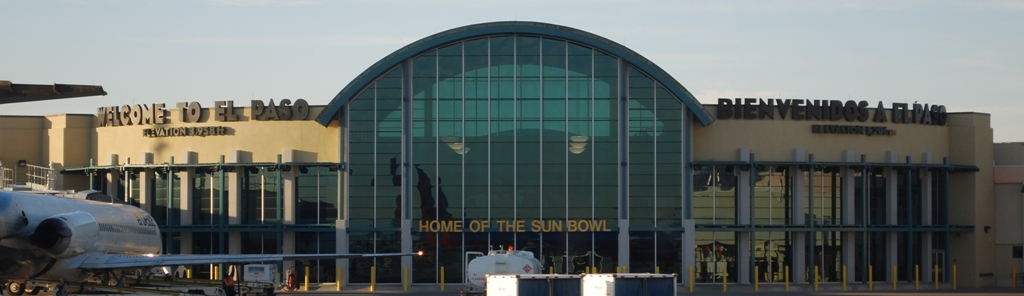
エルパソ国際空港

エルパソの玄関口となる空港は、ダウンタウンの北東約7.5kmに立地するエルパソ国際空港（IATA: ELP）である。同空港はエルパソのみならず、テキサス州西部、およびラスクルーセスやデミングを含むニューメキシコ州南部にわたる広い地域の玄関口としての役割も果たしている。同空港にはデルタ航空（アトランタ）、ユナイテッド航空（ヒューストン・インターコンチネンタル、デンバー）、アメリカン航空（ダラス・フォートワース、シカゴ・オヘア、ロサンゼルス、フェニックス）の3大航空会社のほか、サウスウエスト航空による7都市からの便、およびアレジアント・エアによるラスベガスおよびサンディエゴからの便、およびフロンティア航空によるデンバーおよびシカゴ・オヘアからの便が就航している。
メキシコとの国境になっているリオグランデ川には、18世紀中盤、ヌエバ・エスパーニャの時代には、サンタフェから運ばれた木材を用いた橋が既に架けられていた。現在では、上流から順に、下記の4本の橋が架かっている。
- パソ・デル・ノルテ国際橋（サンタフェ・ストリート橋）
- グッド・ネイバー国際橋（スタントン・ストリート橋）
- アメリカズ橋（コルドバ橋）
- イズレタ＝サラゴサ国際橋（サラゴサ橋）

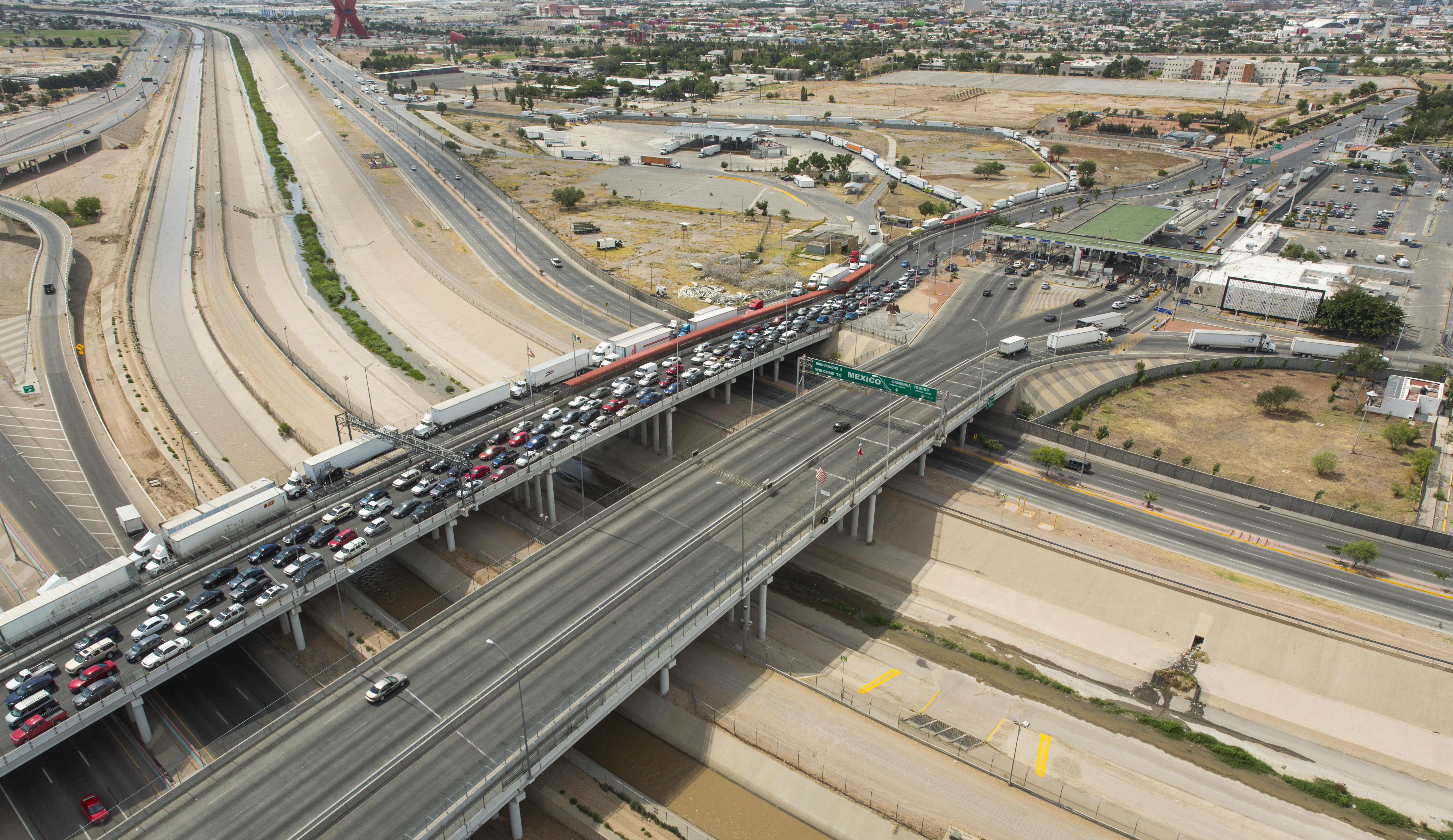
アメリカズ橋

州間高速道路I-10はダウンタウンのすぐ北を通っている。I-10は南西部・南東部を東西に貫いてロサンゼルスとフロリダ州ジャクソンビルとを結び、大陸を横断する幹線で、テキサス州内においてもエルパソとサンアントニオ、ヒューストン方面とを結ぶ。また、ラスクルーセスの南でI-25と分岐し、I-10はデミング、ツーソン、フェニックス方面へ、I-25はアルバカーキ、デンバー方面へとそれぞれ向かう。また、エルパソの東約270km、リーブス郡内ではI-20と分岐し、ミッドランド・オデッサ、アビリーン、ダラス・フォートワース方面へと通ずる。I-10の支線であるI-110は、ダウンタウンの東で本線から南へ分岐し、アメリカズ橋でメキシコ国道45号線に接続する。このほか、国道54号線はエルパソ市内で高速道路規格になっており、ノースイースト・エルパソを縦貫してI-10に合流/分岐する放射線となっている。また、州道375号線はダウンタウンの南からリオグランデ河岸を下流へと向かい、ミッション・バレー、イースト・エルパソ、ノースイースト・エルパソを通り、フランクリン山地を貫いてノースウェスト・エルパソでI-10に合流/分岐するコの字型のルートを描いており、エルパソの環状線としての役割を果たしている。
グレイハウンドのバスターミナルはダウンタウンと、パソ・デル・ノルテ国際橋北詰下の2ヶ所にあり、後者はエルパソ・サンタフェ・バスステーションと呼んで区別している。エルパソ・サンタフェ・バスステーションは、アルバカーキ、デンバー方面へのバスの起点/終点となっている。ダウンタウンのターミナルにはこのバスが停車するほか、ロサンゼルス、フェニックス方面とサンアントニオ方面、およびダラス・フォートワース方面とを結ぶバスが停車する。

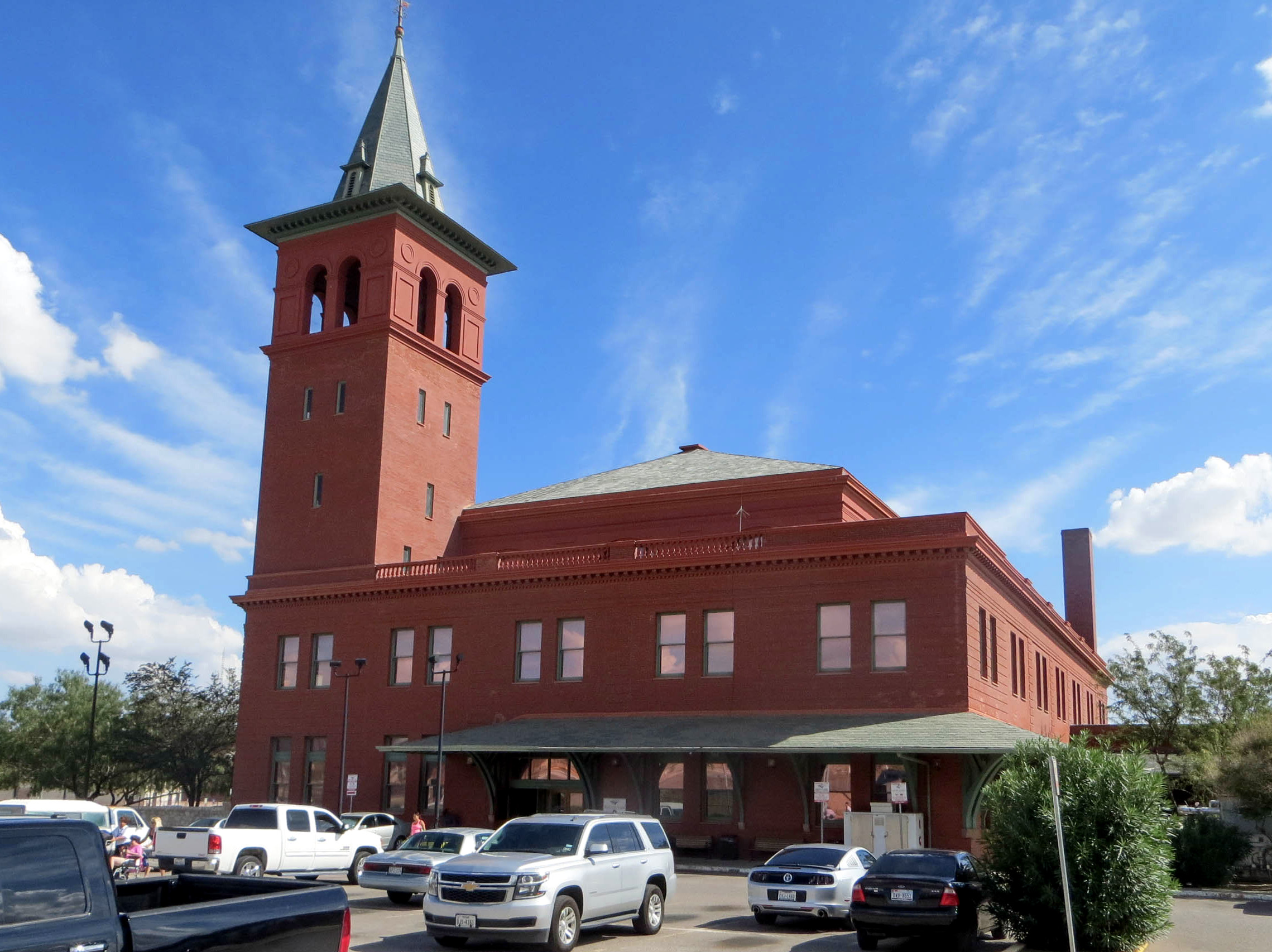
ユニオン駅

ダウンタウンにあるユニオン駅には、ロサンゼルスとニューオーリンズとを結ぶアムトラックの長距離列車サンセット・リミテッド号、およびサンアントニオ以西ではこの列車に連結され、サンアントニオで切り離し、北進してシカゴへと向かうテキサス・イーグル号がロサンゼルス方面、ニューオーリンズ・シカゴ方面とも週3便停車する。ユニオン駅は1906年に建てられた歴史的建築物でもあり、1975年には国家歴史登録財に登録されている。
市内の公共交通機関としては、サン・メトロによって路線バスが運行されている。同局の路線バス網は普通50系統、急行12系統を有し、市内およびエルパソ郡内に加えて、ニューメキシコ州サンランドパークをカバーしている。また、サン・メトロはテキサス州交通局より9,700万ドルの建設費用を調達し路面電車の建設を進めた。2018年、「エルパソ・ストリートカー」が運行開始した。
加えて、2009年からニューメキシコ州交通局により、エルパソとラスクルーセスを結ぶ通勤バスが運行されている。また、ニューメキシコ州南中部地域交通局は、州境の郊外都市アンソニーで連接して、エルパソとラスクルーセス、および両市郊外を結ぶ4路線のバスを2016年より運行しているほか、両市を結ぶ通勤列車を提案し、その調査を進めている。

## 教育

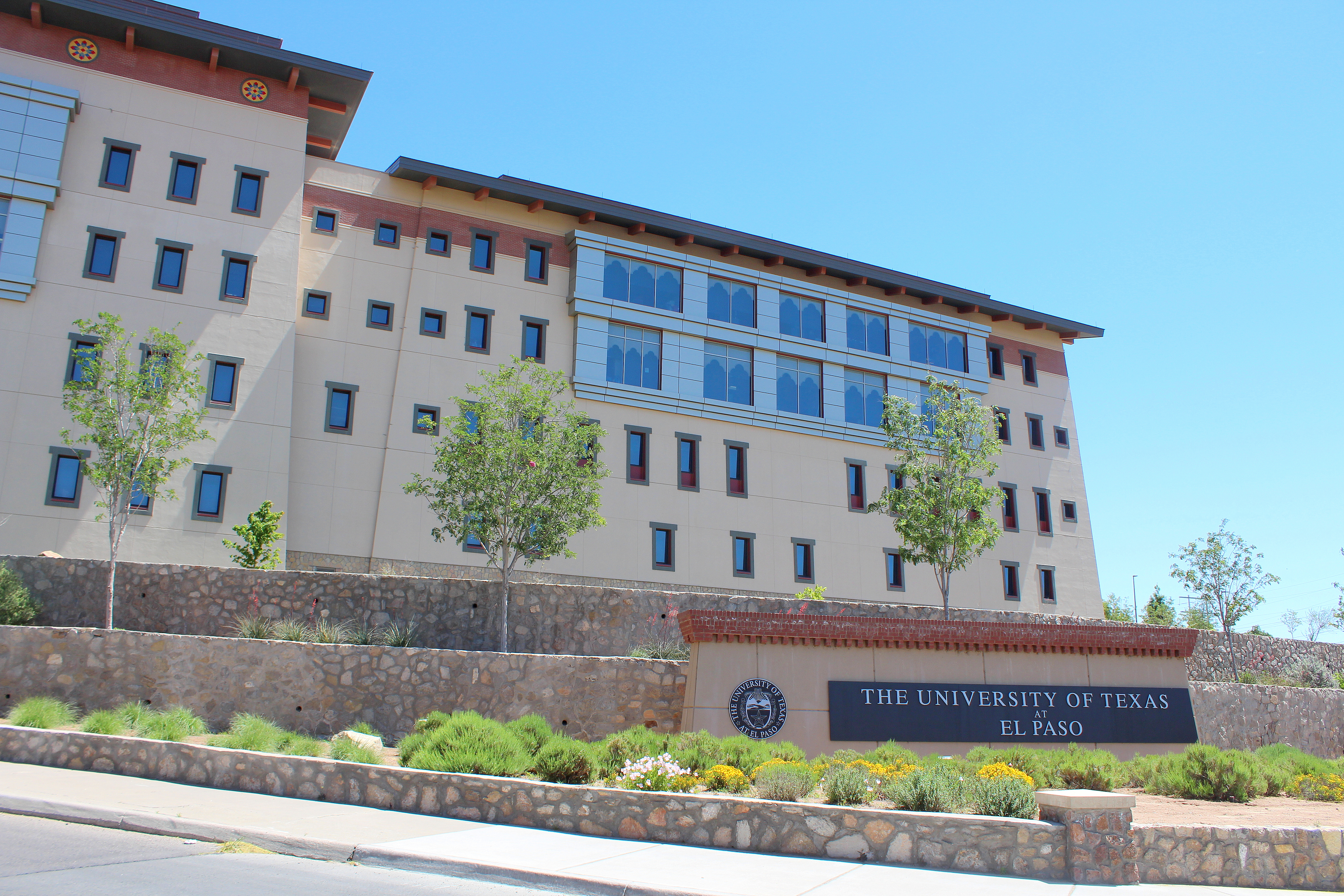
テキサス大学エルパソ校

テキサス大学エルパソ校（UTEP）はダウンタウンのすぐ北西に、ブータンの建築物を思わせる校舎が建ち並ぶ420エーカー（1,700,000m2）のキャンパスを構えている。同校は1914年に創立した州立総合大学で、テキサス鉱山金属大学、テキサス・ウェスタン大学を経て、1967年にテキサス大学システムに組み入れられて現称に改められた。同校は教養、経営、教育、工学、保健科学、理学、看護、薬学の8学部を有し、学部72、大学院修士課程74、博士課程21の専攻プログラムを提供し、約24,000人の学生を抱えている。中でも工学部は、全米最多のヒスパニック系修士・博士技術者を輩出している。また、同校のスポーツチーム、マイナーズは、NCAAディビジョンI（フットボールはFBSグループ5/旧I-A非BCS）に属するカンファレンスUSAに所属し、男子5種目、女子9種目で競っている。1966年、同校の男子バスケットボールチームは、史上初めて先発5人全員アフリカ系の選手を起用し、メリーランド州カレッジパークで行われたNCAAトーナメント決勝戦でランキング1位のケンタッキー大学を72-65で下し、全米優勝した。この試合を契機に、南部の他大学も追随するようにアフリカ系の選手を積極的に起用し始め、この競技における人種隔離の時代は終わった。この試合へと至るシーズンを綴った当時のヘッドコーチ、ドン・ハスキンズの自叙伝は、後に2006年、ジェームズ・ガートナー監督、ジョシュ・ルーカス主演の「グローリー・ロード」として映画化された。翌2007年には、このチームがバスケットボール殿堂入りした。

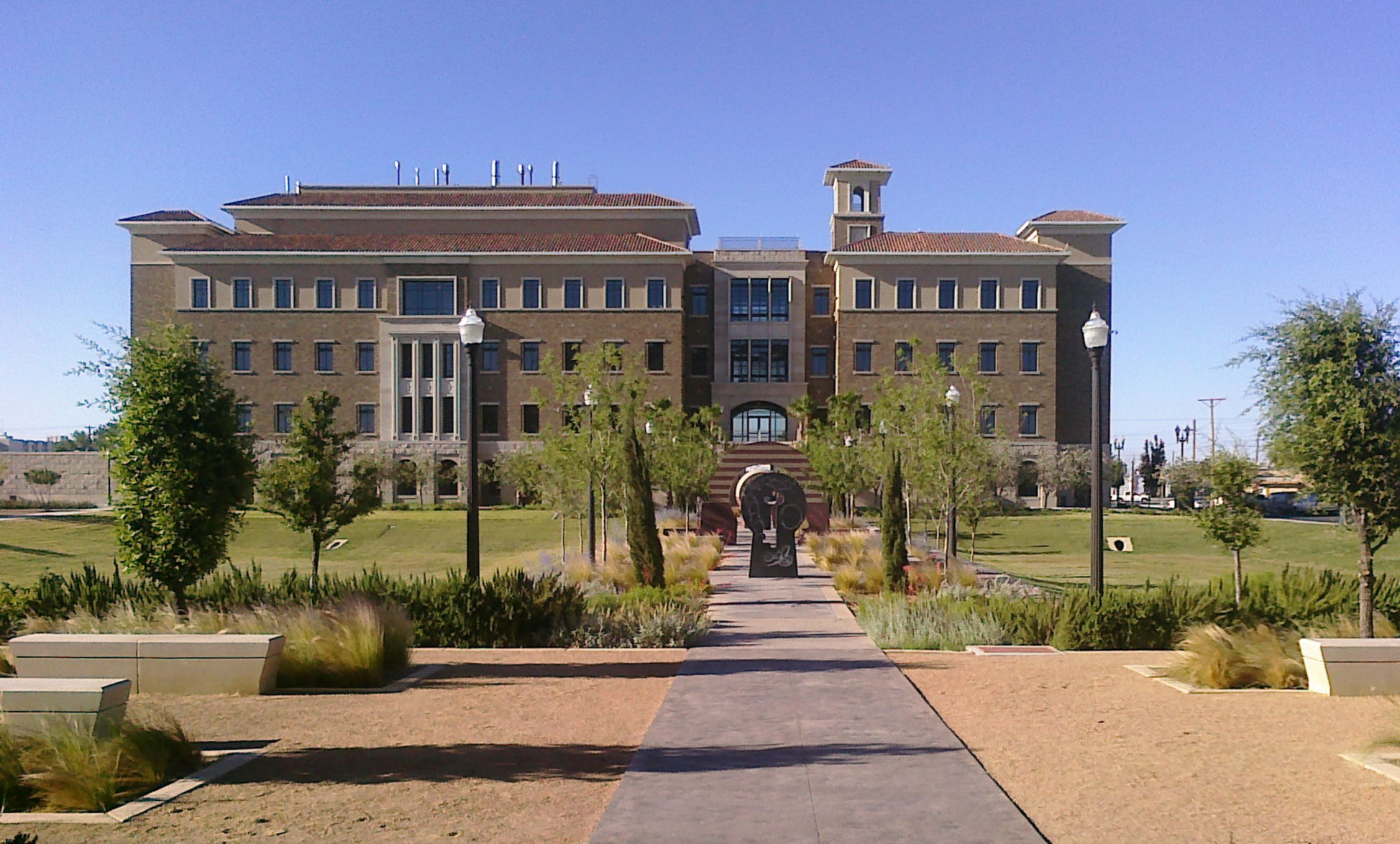
テキサス工科大学保健科学センターエルパソ校のポール・L・フォスター医学校

テキサス工科大学システムはエルパソに保健科学センターエルパソ校を置いている。また、ニューメキシコ州立大学は、ラスクルーセスの本部キャンパスから135マイル（217km）以内のテキサス州内に住む、アメリカ合衆国の市民権を有する学生に対して、ニューメキシコ州内生の授業料を適用しており、これを利用して同学に進学するエルパソ出身の学生も多い。
エルパソにおけるK-12課程は主にエルパソ独立学区をはじめ、イズレタ独立学区、ソコロ独立学区、およびカヌティーリョ独立学区の管轄下にある公立学校によって支えられている。エルパソ独立学区は小学校57校、中学校15校、高校11校を有し、約60,000人の児童・生徒を抱えている。
エルパソ公立図書館はダウンタウンの本館の他、市内10ヶ所に支館を有している。加えて、同館の移動図書館が週替りで2本のルートを設定し、市内を回っている。また、エルパソ・コミュニティ・カレッジは、市内に5つあるキャンパスのうちの1つ、ノースウェスト・キャンパス内に立地する、ローラ・ブッシュとその母ジェナ・ウェルチの名を冠した図書館を、一般にも公開している。

## 文化

### 博物館・美術館

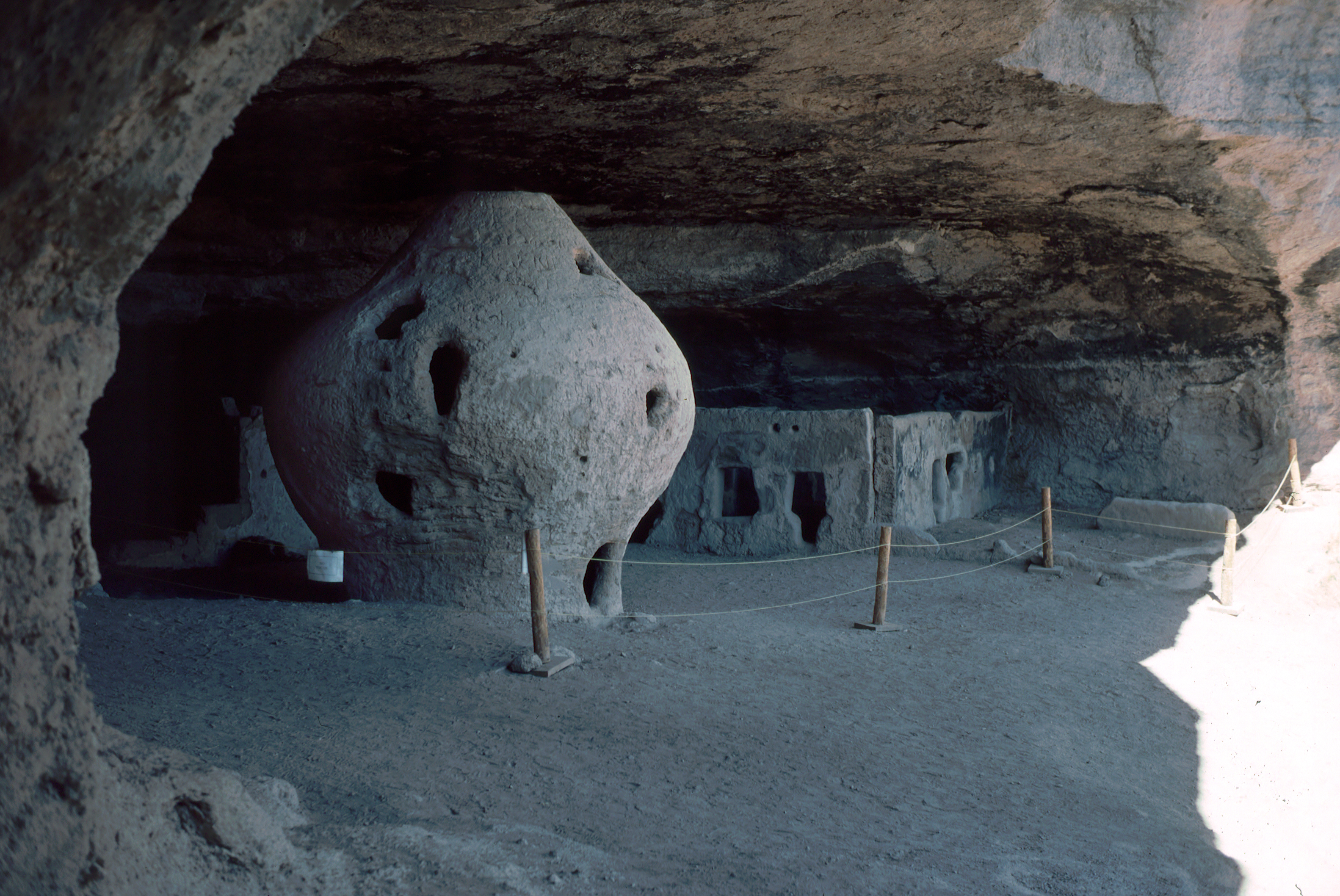
メキシコ・チワワ州にある遺跡、クエバ・デ・ラ・オージャ。エルパソ考古学博物館にはこの遺跡のジオラマが展示されている。

エルパソ考古学博物館はノース・フランクリン山東麓、州道375号線沿いに立地している。同館は先史時代のアメリカ合衆国南西部やメキシコ北部のプエブロ諸族、アサバスカ諸族、およびタラフマラ族による土器や籠等の出土物を主に収蔵・展示している。同館の展示物には、フエコ・タンクスやクエバ・デ・ラ・オージャ（Cueva de la Olla、土器の洞窟）など、この地域の地質や文化に関するもののジオラマもある。また、同館の15エーカー（60,700m2）の敷地内には、チワワ砂漠の植物250種以上を栽培・展示する庭園と遊歩道が造られている。なお、このエルパソ考古学博物館の隣には、国境警備隊やその歴史に関する全米で唯一の博物館である、国境警備隊博物館が立地する。

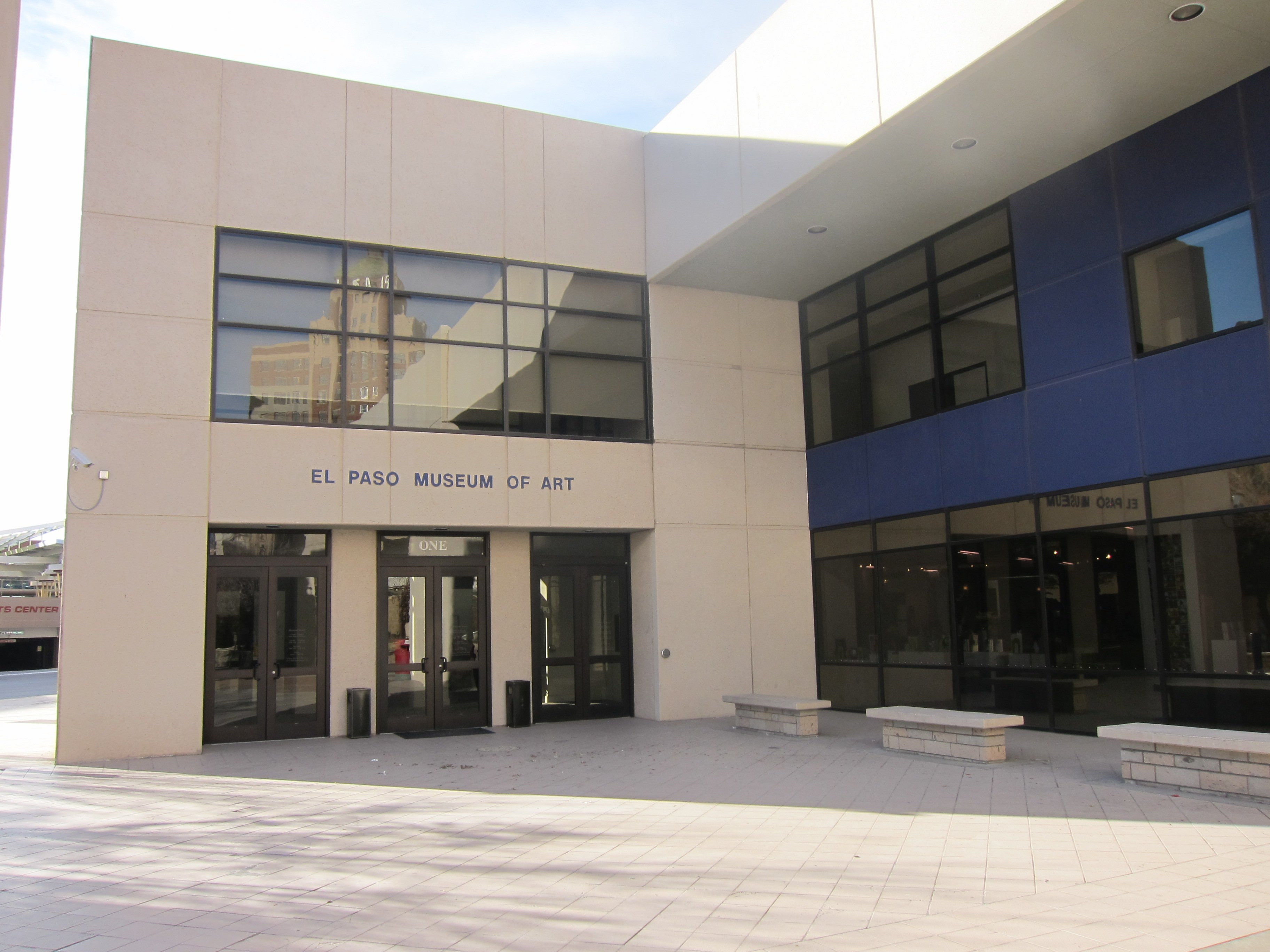
エルパソ美術館

ダウンタウンに立地するエルパソ歴史博物館は、初期のエルパソに関する事物を常設展示している。エルパソ歴史博物館の2ブロック北、I-10を挟んですぐ向かい側にはエルパソ・ホロコースト博物館・研究センターが立地する。同館はホロコースト生存者の1人で、第二次世界大戦終結後にエルパソに移入したリトアニア・ユダヤ系移民のヘンリー・ケレンが、1980年代にホロコースト否認論の存在を知り、それに対抗して収集したホロコーストに関する事物を展示し、平和教育の場とするために設立したものである。また、エルパソ歴史博物館の2ブロック南にはエルパソ美術館が立地している。同館は13-18世紀のヨーロッパ美術、17-19世紀のメキシコ美術、19世紀のアメリカ美術、およびテキサス州やアメリカ＝メキシコ国境沿い、南西部のものを中心とした20世紀後半以降の近現代美術の各作品を収蔵し、常設展示している。

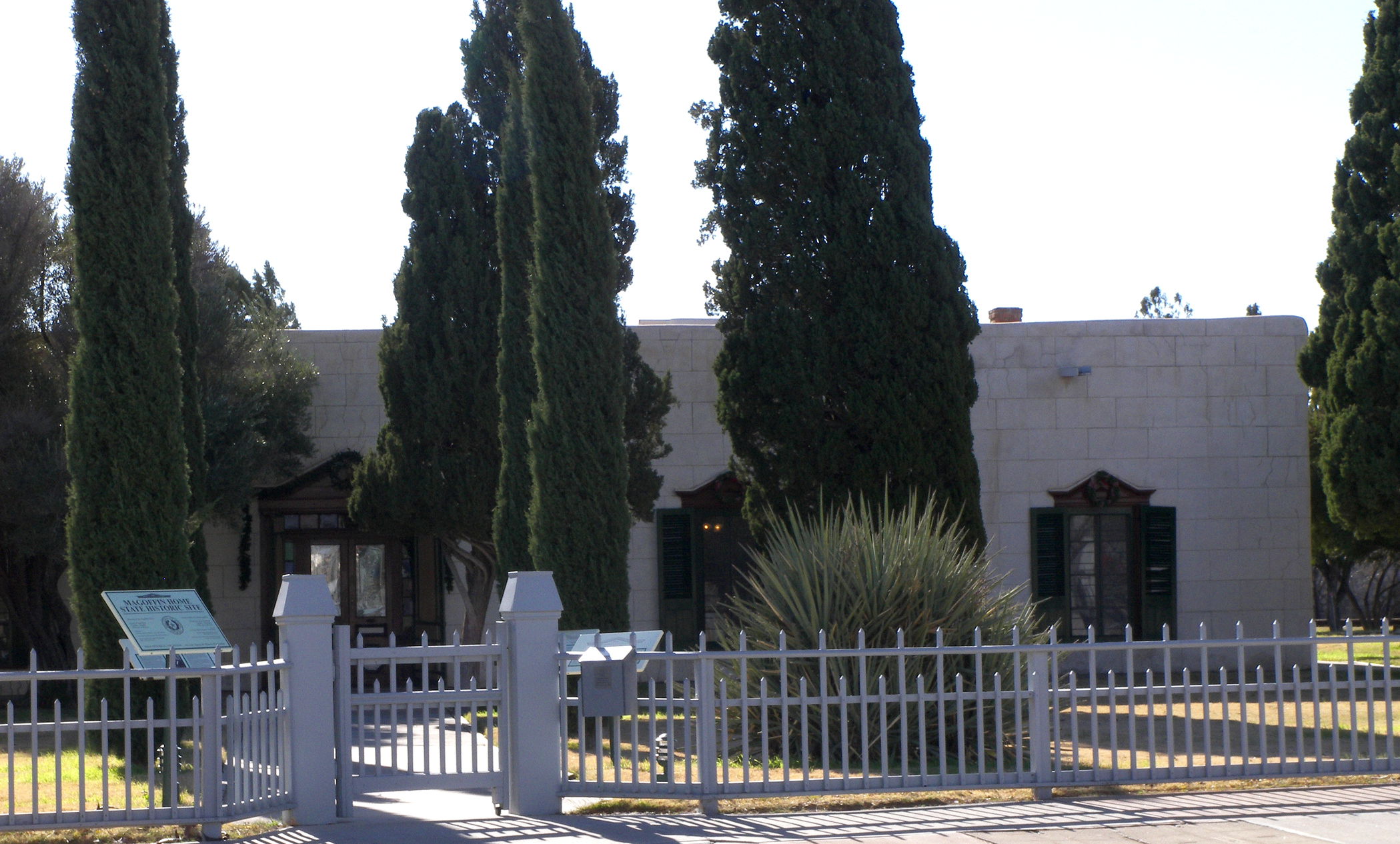
マゴフィン・ホームステッド

テキサス大学エルパソ校のキャンパス内には、その名が示す通りテキサス独立100周年を記念して建てられた、チワワ砂漠地域の文化史および自然史に関する事物を展示する100周年記念博物館・チワワ砂漠植物園が立地する。ダウンタウンの北東には、20世紀初頭に当時の州上院議員のものであったビクトリア建築様式の豪邸を、その死後に未亡人が市に寄付し、美術館として転用した国際美術館が立地する。同館は地元エルパソが生んだウィリアム・コリカーの作品群や、他の南西部出身の芸術家による作品群をはじめ、アフリカ、アジア、およびメキシコの芸術作品を常設展示している。同じくダウンタウンの北東に立地するマゴフィン・ホームステッド州定史跡は、1875年に建てられたスペイン植民地様式の家屋を保存し、博物館として一般に公開しているほか、一般のイベント用に貸し出しも行っている。マゴフィン・ホームステッドは、1971年に国家歴史登録財に登録されている。

### 舞台芸術

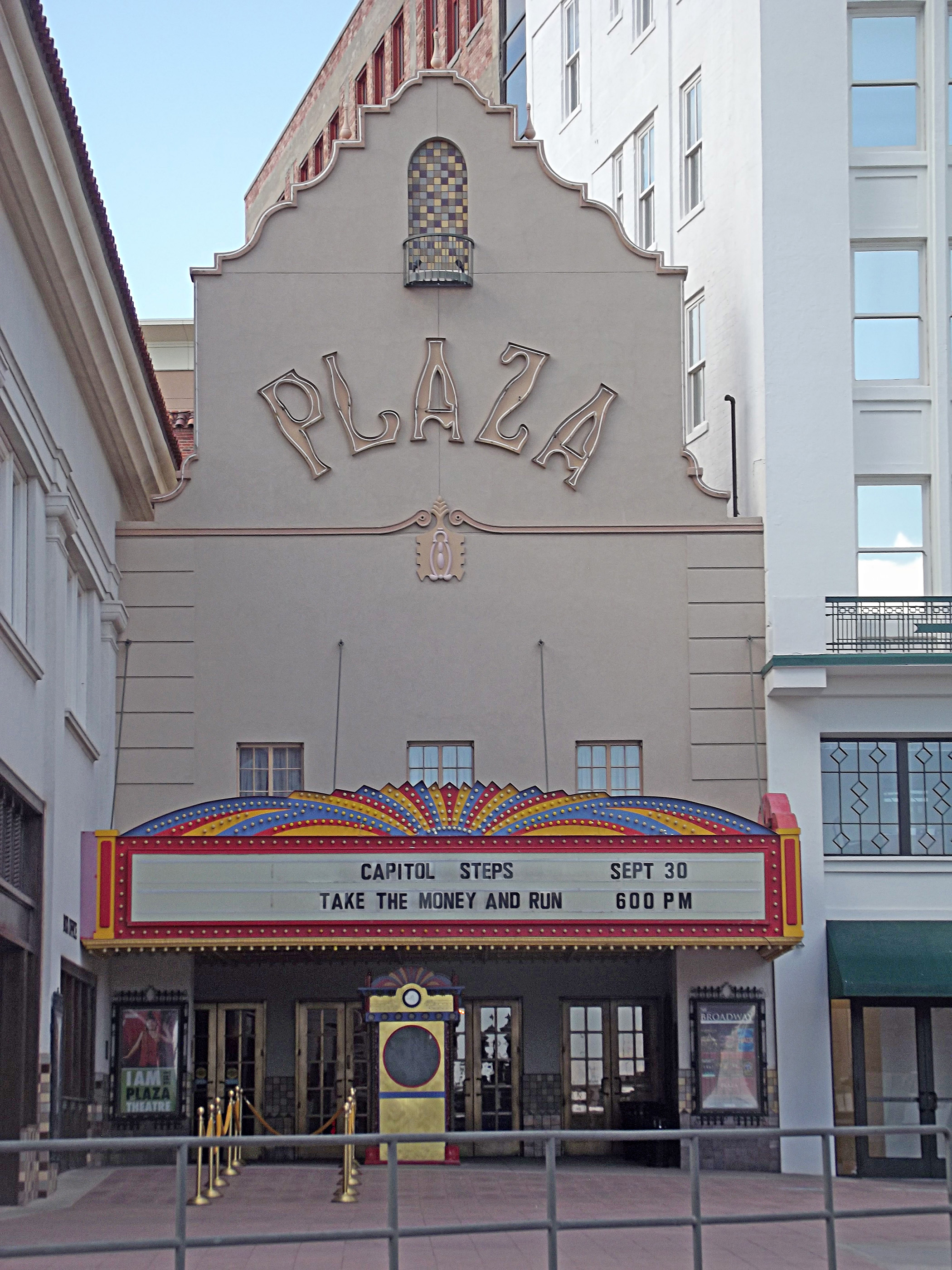
プラザ・シアター

プラザ・シアターはダウンタウン、エルパソ美術館の東隣に立地している。1930年に建てられ、2006年に改装された同館は、2,060席を有する主劇場と、200席の博愛劇場を有し、ブロードウェイのミュージカルや、地元オーケストラであるエルパソ交響楽団の公演も行われる。また、同館はエルパソの最も著名なランドマークの1つでもある。プラザ・シアターは、1987年に国家歴史登録財に登録されている。
エルパソ美術館の西隣、エルパソ・コンベンション・センターの南東隣には、ソンブレロ形の外観をした、2,500席を有するエイブラハム・チャベス・シアターが立地する。ダウンタウンの北東約3km、モンタナ・アベニュー沿いには、エルパソで最長の歴史を誇るエルパソ・プレイハウスが立地する。同劇場は、子役のための劇場であるキッズ・ン・コとも提携している。また、テキサス大学エルパソ校のキャンパス内には、同学教養学部のディナー・シアターが立地する。
フランクリン山中、3方向を岩壁に囲まれた谷間には、1,500席を有するマッケリゴン・キャニオン野外劇場が立地している。この野外劇場では、コンサート等のほか、毎年恒例となっている、エルパソ400年の歴史と文化を描いたミュージカル、「ビバ! エルパソ」の公演が行われる。
音楽祭もいくつか開かれる。毎年3月半ばには、3日間にわたって、テキサス・ショーダウン・フェスティバルという、タトゥーとロックの祭典が開かれる。毎年5月の最終週末には、ダウンタウンでネオン砂漠音楽祭が開かれる。毎年6月の最終週末には、エルパソ・コンベンション・センターでエルパソ・ダウンタウン・ストリート・フェスティバルが開かれる。毎年6-7月には、かつてエルパソ・ディアブロズの本拠地であったコーエン・スタジアムで、クラシックからカントリー、テハノ、ロックに至るまで、幅広いジャンルの公演が行われる、ミュージック・アンダー・ザ・スターズという音楽祭が開かれる。そして毎年9月最初の週末には、サシシティ音楽祭という、電子ダンス・ミュージックのイベントが開かれる。

### スポーツ

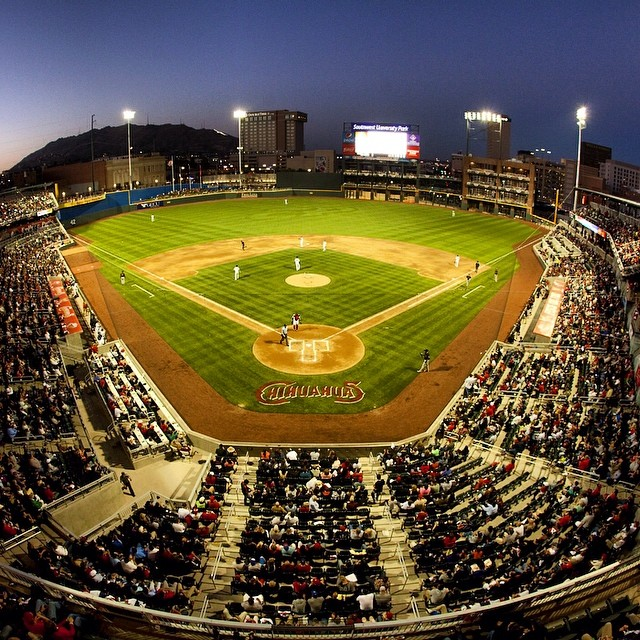
サウスウェスト・ユニバーシティ・パークでのチワワズの試合

エルパソには北米4大プロスポーツリーグこそ置かれていないものの、マイナーリーグベースボールのチームは置かれている。エルパソ・チワワズは、2014年にアリゾナ州ツーソンから移転してきたサンディエゴ・パドレス傘下のAAA級のチームで、パシフィックコーストリーグに所属している。エルパソでの歴史は浅いものの、チーム自体の起源は1903年に創設されたロサンゼルス・エンゼルスに遡る。チワワズを誘致するにあたって、同球団の本拠地とするため、またダウンタウン再開発の一環として、市は市庁舎を取り壊し、その跡地にサウスウェスト・ユニバーシティ・パークという野球場を建設した。それ以前には、1890年代から続いていた、エルパソ・ディアブロズという独立リーグの野球チームがあった。同球団はアメリカン・アソシエーションに所属し、ノースイースト・エルパソに立地するコーエン・スタジアムを本拠地としていたが、2013年にチワワズと入れ替わりで消滅した。

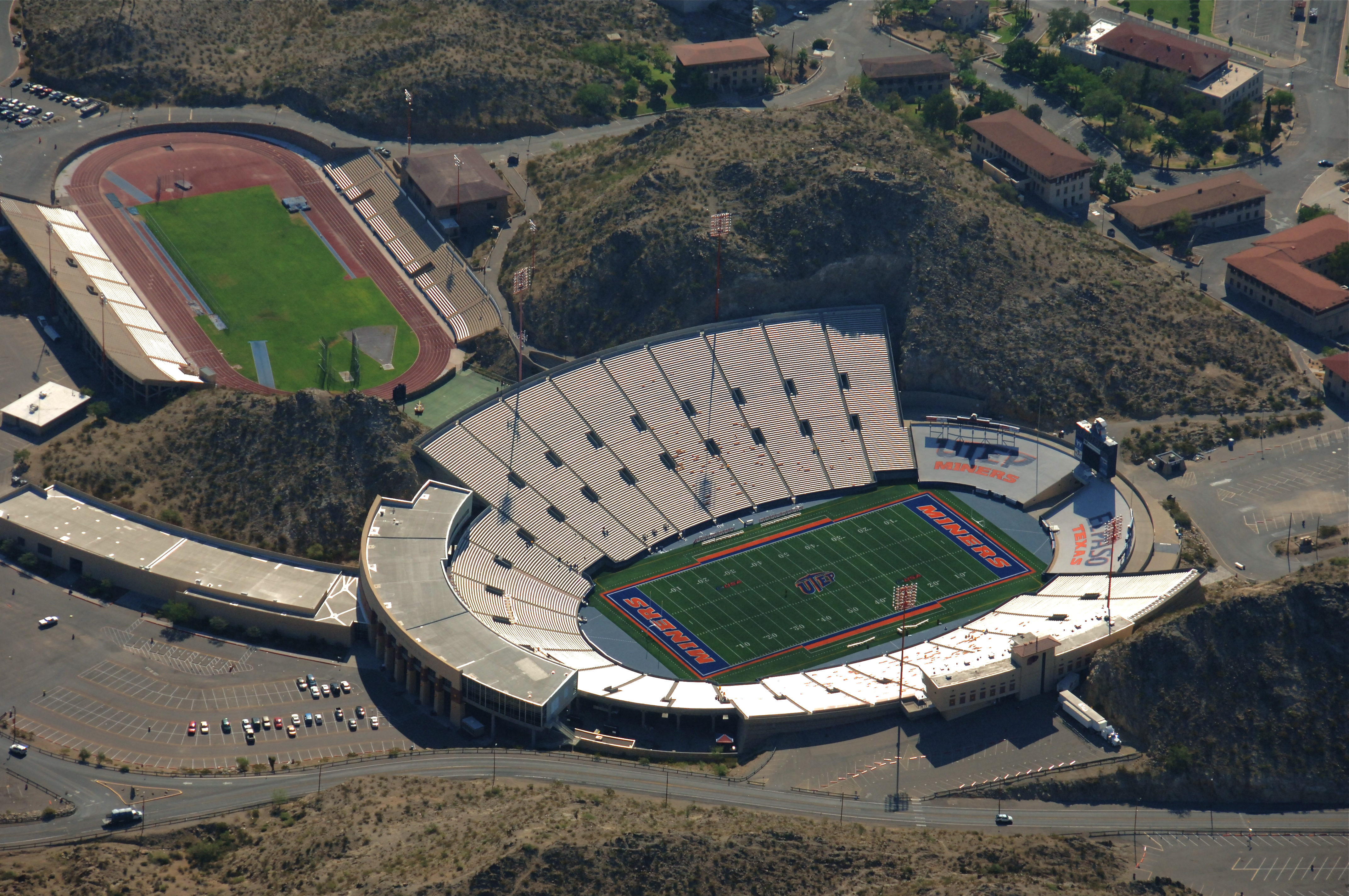
サンボウル・スタジアム

そして、エルパソは毎年、年末年始に全米各地で開催されるボウル・ゲームの1つである、サンボウルが開催される地である。このボウル・ゲームはカレッジフットボール・プレーオフシステム下での New Year's Six （もしくは「6大ボウル」）と呼ばれるものではないが、オレンジボウルおよびシュガーボウルが初めて開催された1935年に、地元高校の試合として始まり、翌1936年からカレッジフットボールのボウル・ゲームとして行われるようになったという、ボウル・ゲームの中でも長い歴史を持っているものである。サンボウルが開催されるサンボウル・スタジアムはテキサス大学エルパソ校のキャンパス内にあり、同校マイナーズのフットボールチームの本拠地としても使われている。

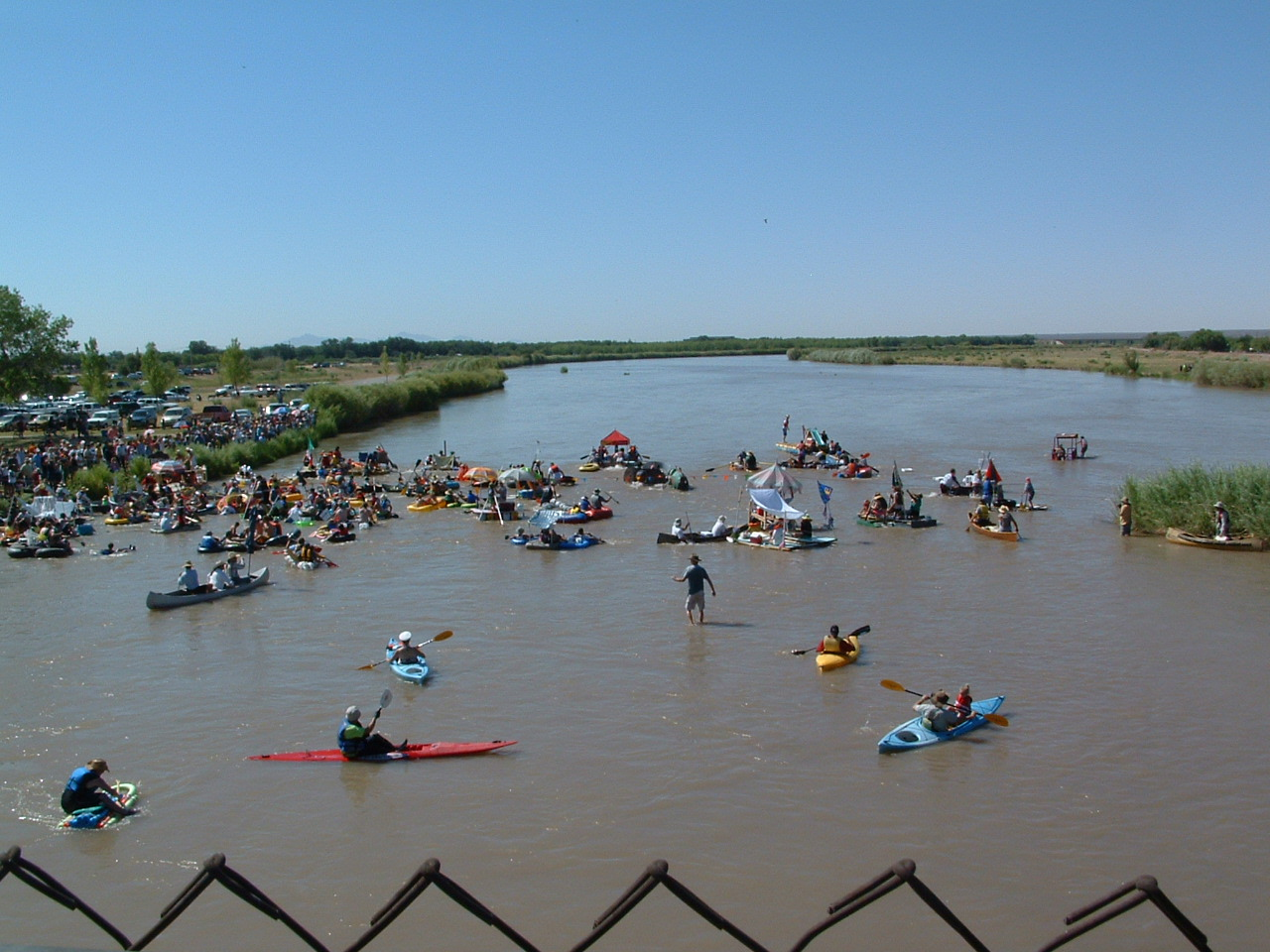
KLAQグレート・リバー・ラフト・レース

そして、南西部や山岳部の他地域と同様、エルパソにおける伝統的なスポーツといえばロデオである。ダウンタウンの東、I-110と国道62号線のジャンクションの南東に立地するエルパソ郡コロシアムでは、毎年6月初頭に、サウスウェスタン・インターナショナルPRCAロデオという、ロデオの大会が開かれる。このプロロデオ・カウボーイ協会（PRCA）認可の大会は、全米でも17番目に長い歴史を誇り、同協会により全米トップ50に入るものとされている。
また、地元FMラジオ局KLAQは、毎年6月下旬に、リオグランデ川が北西郊を流れる約5kmの区間で、KLAQグレート・リバー・ラフト・レースという、カヤック、カヌー、およびラフティングのレースを主催している。

### イベント
毎年秋にビッグス陸軍飛行場で行われていた航空ショー、アミーゴ・エアショーは、エルパソを代表するイベントの1つであった。しかし、2013年に連邦予算の縮退を理由に中止を余儀なくされ、翌2014年には西郊のニューメキシコ州サンタテレサにあるドニャアナ郡国際ジェットポートに場所を移し、規模を縮小して開催された。そしてさらにその翌年、2015年からは行われていない。
エルパソ・ヒスパニック文化センターが主催するフィエスタ・デ・ラス・フローレスは、南西部で最も長い歴史を誇るヒスパニックの祭典である。毎年レイバー・デイの週末3日間に行われるこのイベントでは、パレードやダンスなどの催し物が行われ、80店以上の露店が並ぶ。このイベントはエルパソ郡内のみならず、テキサス州西部やニューメキシコ州南部、アルバカーキ、そして国境を越えてメキシコのチワワ州からも客を集め、毎年20,000-30,000人を動員する。
毎年メモリアル・デイの週末には、KLAQエルパソ・バルーンフェスタという、熱気球のイベントが行われてきた。前述のグレート・リバー・ラフト・レースと同様、KLAQが主催するこのイベントでは、熱気球を飛ばす他に、地上ではロックコンサートが行われてきた。しかし、国境や連邦航空局の定める航空管制区域に近いこと、山がちな地形、また地表のサボテンの群生といった理由から開催が困難になり、2017年には中止された。KLAQは、2018年以降に開催日と場所を変更して、このイベントを復活させる意向を示している。

### 公園とレクリエーション

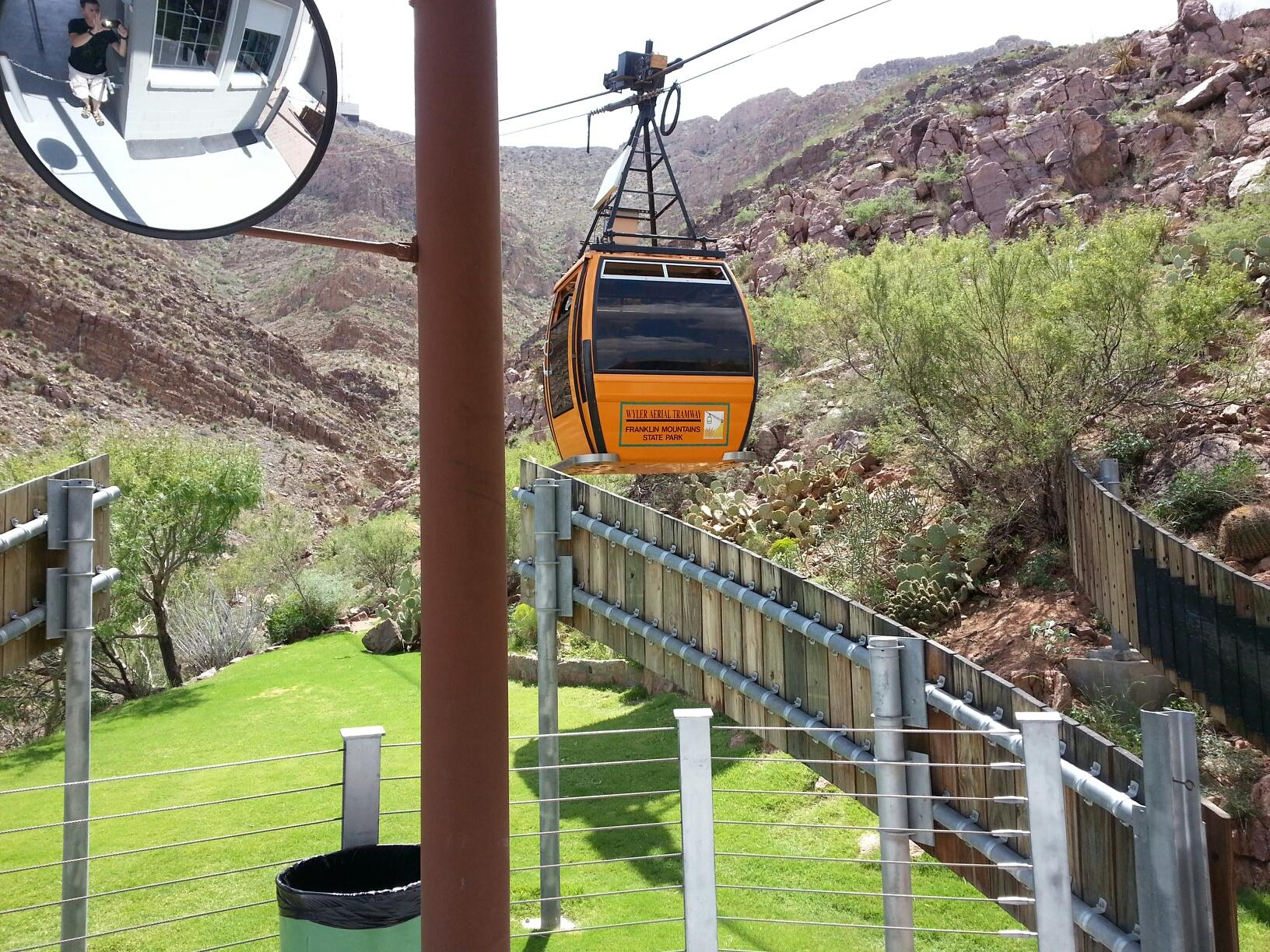
ワイラー・エアリアル・トラムウェイ

市北部、市域を二分するように連なるフランクリン山地は州立公園に指定されている。フランクリン山地州立公園は広さ27,000エーカー（109km2）を有する、都市部の公園としては全米最大のものである。園内にはハイキングやマウンテンバイクのために総延長100マイル（161km）を超える遊歩道が整備されており、またテントやRVでのキャンプができる場所も用意されている。また、園内南部の（つまり最もダウンタウンに近い）東斜面からは、ワイラー・エアリアル・トラムウェイが標高1,717mのレンジャー・ピーク山頂へ通じている。このロープウェイは長さ792m、標高差287mで、山麓と山頂を4分で結ぶ。

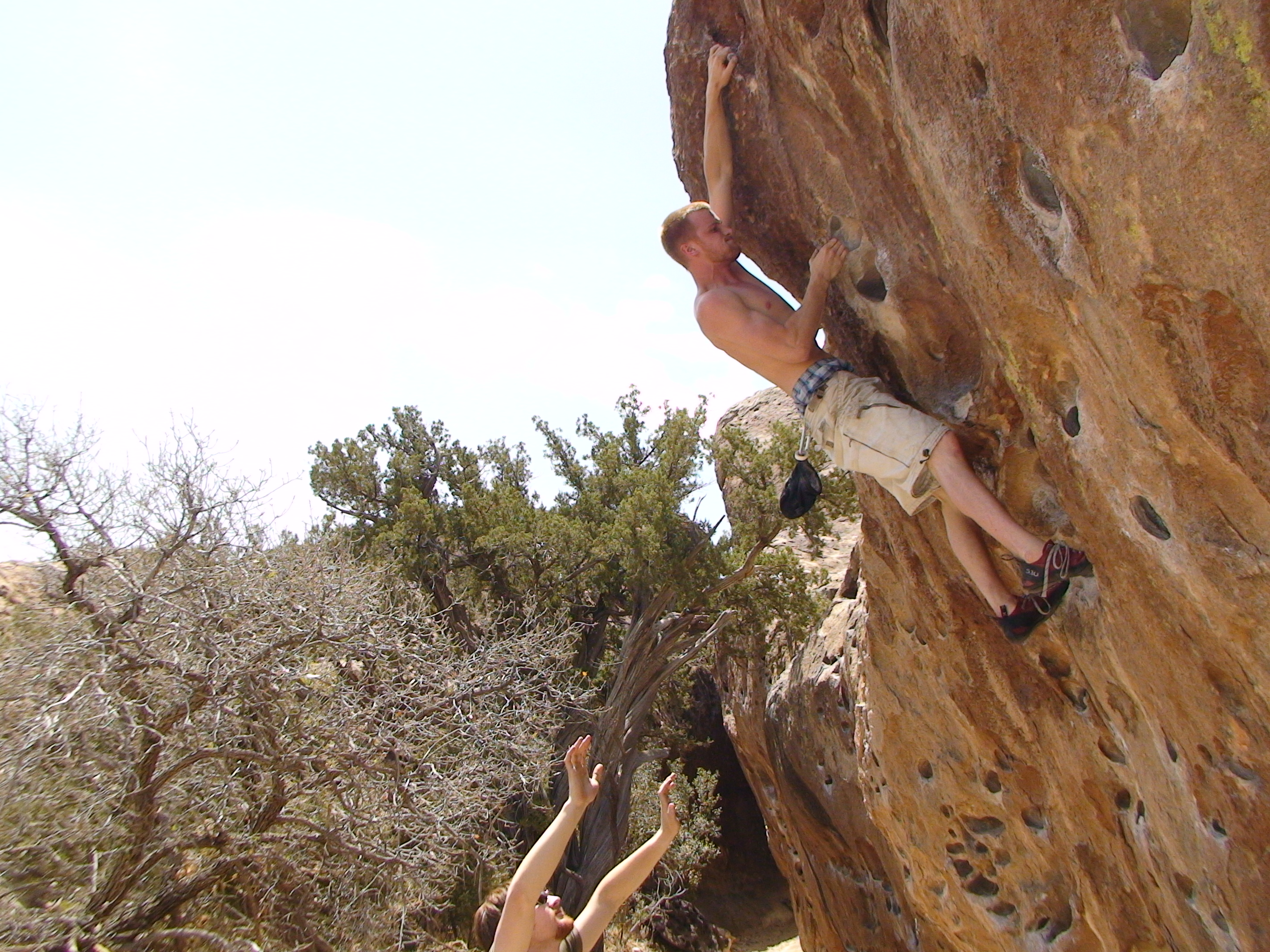
フエコ・タンクス州立史跡のノース・マウンテンでのボルダリング

市の北東約50kmにはフエコ・タンクス州立史跡・公園が位置する。同園はバードウォッチングやボルダリングといったレクリエーションが盛んであるほか、10,000年以上前にこの地に住み着いていた、古代のネイティブ・アメリカンによって描かれた壁画に見られるように、ネイティブ・アメリカンにとっては文化的・精神的に重要な地である。また、ダウンタウンの東、I-110と国道62号線のジャンクションの南西には、広さ54.9エーカー（222,000m2）のチェミサル国立記念公園が立地する。同園は都市公園であると同時に、100年にわたるアメリカ＝メキシコ国境の紛争の歴史を物語り、両国の文化を伝えるものでもある。園内には国境の歴史を詳細に伝える博物館を併設したビジターセンターや、アートギャラリー、劇場、および野外劇場がある。
I-110と国道62号線のジャンクションの北東にはエルパソ動物園が立地する。35エーカー（142,000m2）の園内は大きくアジア、アフリカ、南北アメリカの3ゾーンに分かれており、220種以上の動物が飼育されている。
この他、エルパソ市内には市政府の公園・レクリエーション局が管理する公園が250ヶ所以上にあり、その総面積は3,000エーカー（12km2）に迫る。

### ゆるキャラ

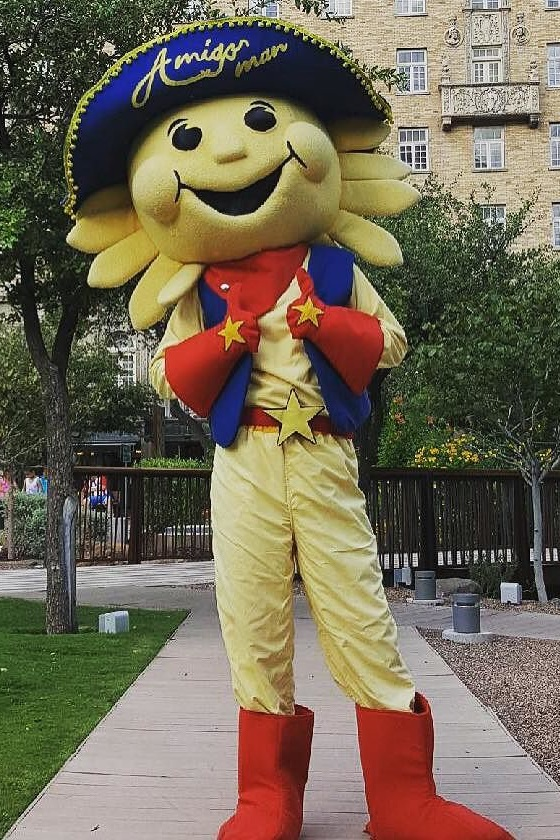
アミーゴマン

エルパソにはアミーゴマン（Amigo Man）というゆるキャラがいる。顔は微笑む太陽、頭にはソンブレロをかぶり、足にはカウボーイブーツを履いたこのキャラクターは、1974年に市のマーケティングのために、エルパソ・コンベンション・観光局によって創られたものである。その後1999年、アミーゴマンは一旦は引退したものの、2006年に地元住民の強い要望により復活した。アミーゴマンは、サンボウルなど市内で行われるイベントで市のPRを務めるべく出席するほか、企業や個人のイベントにも呼ぶことができる。アミーゴマンの着ぐるみの中に入る人間は公募されており、高校卒業以上であること、着ぐるみのサイズの制約から身長が5フィート6インチ（167.6cm）以上5フィート10インチ（177.8cm）以下であること、また、夏のエルパソの猛暑に耐えられることが要求されている。

### 宗教

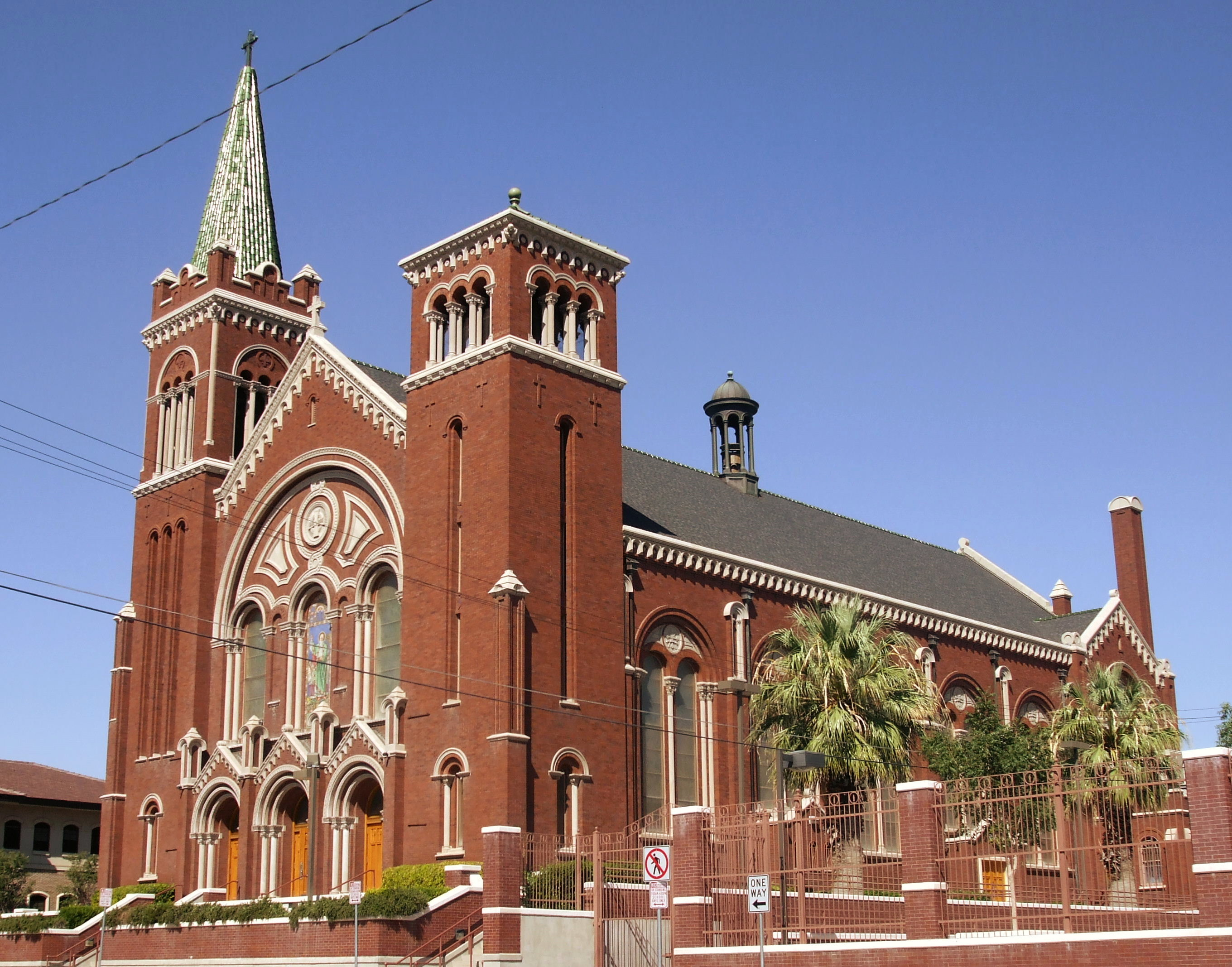
聖パトリック大聖堂

エルパソの住民の約6割は何らかの宗教を信仰しており、これは全米の49.4%、テキサス州全体の57.6%のいずれと比べても高い。カトリック信者はそのうちの約3/4、市の総人口の約45%を占めており、これは全米の19.7%と比べて、非常に高い水準である。一方、テキサス州はバプテスト信者が州の総人口の16.3%を占め、これは全米の8.2%と比べて約2倍という高い値であるが、エルパソにおいては少数派で、わずか3.5%にとどまっている。
エルパソにはカトリックのエルパソ司教区が置かれている。1914年に創設されたこの司教区は、サンアントニオ大司教区管轄下の7つの司教区のうちの1つで、エルパソ郡を中心に、テキサス州西部10郡を管轄区域としている。同司教区はダウンタウンの北、テキサス大学エルパソ校の南東に立地する聖パトリック大聖堂を司教座聖堂としている。また、前述のイズレタ、ソコロ、およびサンエリザリオの3つの歴史的な伝道所も、同司教区が所有・管理している。

## 人口動態

### 都市圏人口
エルパソの都市圏および広域都市圏を形成する各郡の人口は以下の通りである（2020年国勢調査）
エルパソ都市圏
| 郡         | 州         | 人口      |
| ---------- | ---------- | --------- |
| エルパソ郡 | テキサス州 | 865,657人 |
| ハズペス郡 | テキサス州 | 3,202人   |
| 合計       | 合計       | 868,859人 |

エルパソ・ラスクルーセス広域都市圏
| 都市圏/小都市圏      | 郡             | 州               | 人口        |
| -------------------- | -------------- | ---------------- | ----------- |
| エルパソ都市圏       | エルパソ都市圏 | エルパソ都市圏   | 868,859人   |
| ラスクルーセス都市圏 | ドニャアナ郡   | ニューメキシコ州 | 219,561人   |
| 合計                 | 合計           | 合計             | 1,088,420人 |

### 市域人口推移
以下にエルパソ市における1880年から2020年までの人口推移をグラフおよび表で示す。
| 統計年 | 人口      | 順位 |
| ------ | --------- | ---- |
| 1880年 | 736人     | -    |
| 1890年 | 10,338人  | -    |
| 1900年 | 15,906人  | -    |
| 1910年 | 39,279人  | -    |
| 1920年 | 77,560人  | 89位 |
| 1930年 | 102,421人 | 86位 |
| 1940年 | 96,810人  | 98位 |
| 1950年 | 130,485人 | 76位 |
| 1960年 | 276,687人 | 46位 |
| 1970年 | 322,261人 | 45位 |
| 1980年 | 425,259人 | 28位 |
| 1990年 | 515,342人 | 22位 |
| 2000年 | 563,662人 | 23位 |
| 2010年 | 649,121人 | 19位 |
| 2020年 | 678,815人 | 23位 |

## 姉妹都市

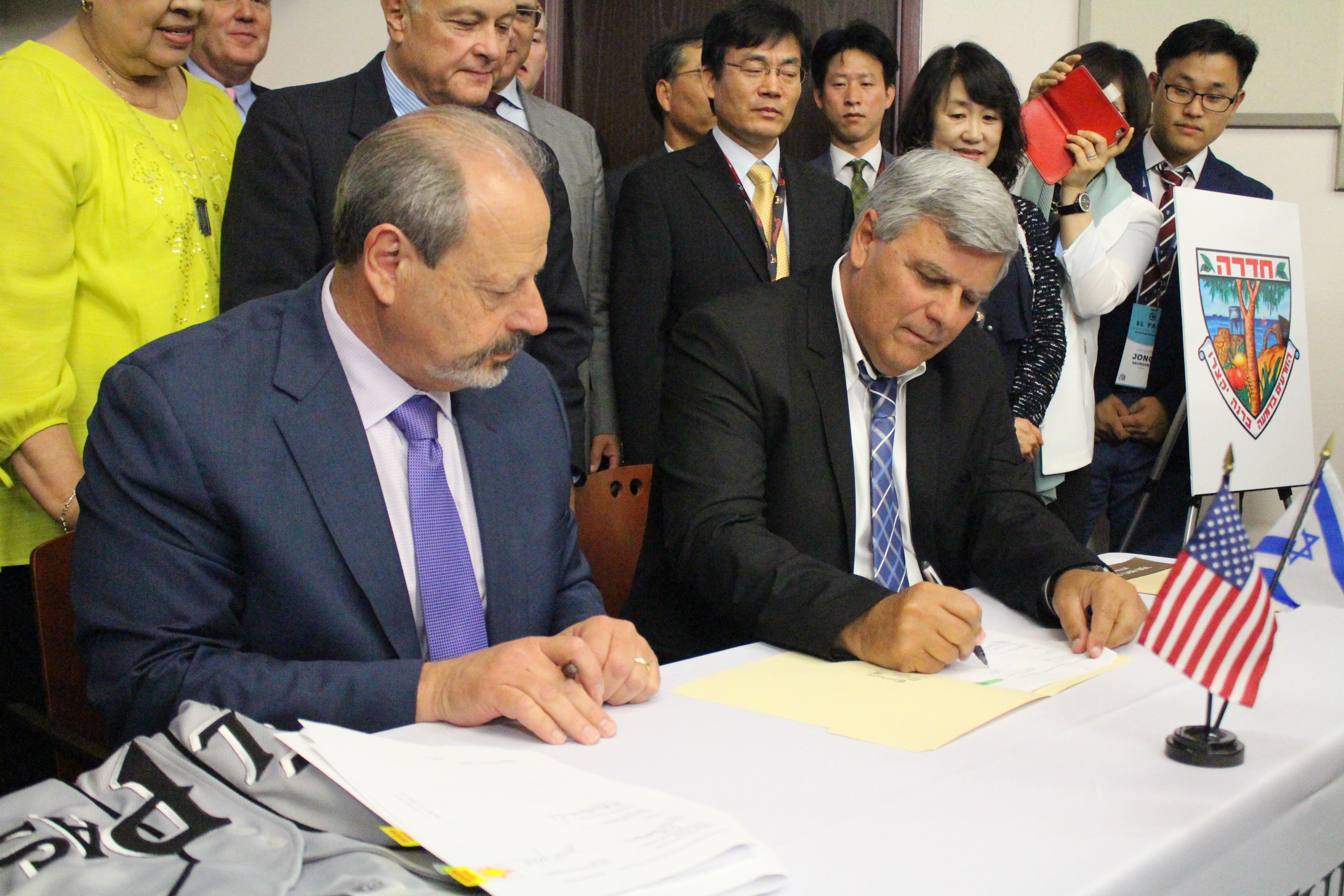
エルパソ・ハデラ姉妹都市提携調印式

エルパソは以下1都市と姉妹都市提携を結んでいる。
- ハデラ（イスラエル）[125]